# Imigração italiana no Rio Grande do Sul

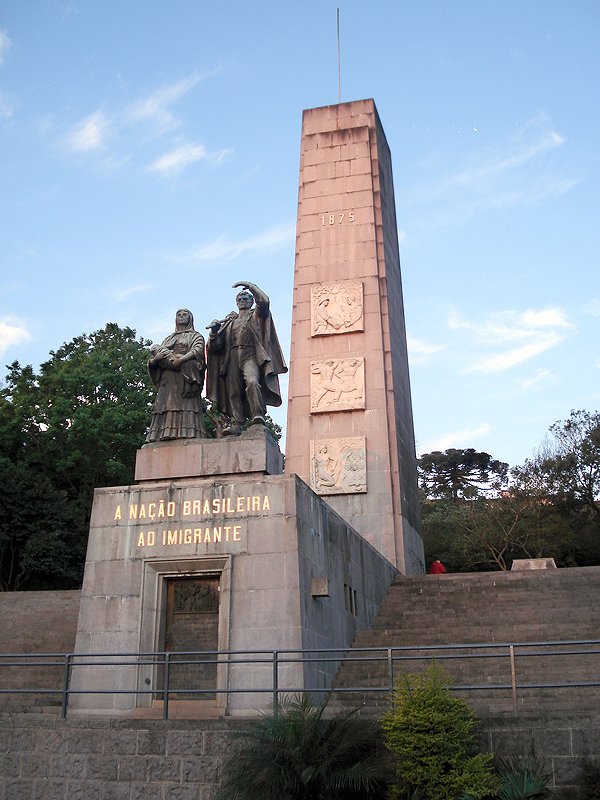
O Monumento Nacional ao Imigrante em Caxias do Sul.

A imigração italiana no Rio Grande do Sul é um processo de transferência de população nativa da Itália para o estado brasileiro do Rio Grande do Sul. 
A imigração iniciou tímida e espontaneamente entre o fim do século XVIII e o início do XIX, e se tornou mais intensa no período de 1875 a 1914, quando através de um programa colonizador do governo brasileiro entraram no estado do Rio Grande do Sul de oitenta a cem mil imigrantes italianos. A maioria vinha fugindo da fome, das epidemias e das guerras na Itália, e viviam como agricultores. O programa visava atender ao que então eram consideradas necessidades: povoar vazios demográficos, branquear a população e estabelecer um sistema produtivo baseado no minifúndio, com a força de trabalho livre e proprietária das terras, que pudesse abastecer o mercado interno com produtos agropecuários.
O projeto enfrentou muitas dificuldades e períodos de tensão e turbulência social, mas acabou sendo em geral bem sucedido. Os imigrantes fundaram diversas cidades e incrementaram significativamente a produção rural, tornando a zona colonial italiana economicamente a segunda mais importante do estado já no início do século XX. Enquanto isso, criavam uma cultura nova, adaptando suas tradições milenares a um novo ambiente. Nas cidades a economia se diversificava amplamente. Surgiam empresas de grande porte, transformando a fisionomia das antigas vilas e também as relações sociais e empregatícias, formando-se uma elite endinheirada que promovia uma cultura erudita, fundava associações e clubes e vivia em palacetes urbanos sofisticados, sustentada por uma massa de proletários marginalizados, muitos deles oriundos do campo.
Apesar das desigualdades que logo se manifestaram na sociedade colonial, desde o início do século XX os sinais do progresso se tornaram evidentes, uma "ética do trabalho" norteava os costumes, e articulou-se um discurso apologético em torno das alegadas qualidades do italiano, apresentando-o como um herói civilizador, um infatigável criador de riquezas, uma rocha de fé e um modelo de virtudes. Esse entusiasmo, em tudo apoiado e incentivado pela oficialidade nativa, foi interrompido durante a Era Vargas, devido ao programa nacionalizante do governo e também ao estado de guerra com a Itália, situações que lançaram um manto de repressão à língua e à cultura italianizada da região. Neste período também mudavam as ênfases produtivas, a indústria e o comércio assumiam a primazia, e os que haviam permanecido no campo sofreram as consequências do declínio do setor agrícola, iniciando um grande êxodo para a cidade, para outras colônias e outros estados.
Na década de 1950, depois da repressão, iniciou um processo de reconciliação dos italianos e seus descendentes com os brasileiros, e o sinal mais visível disso foi a inauguração do Monumento Nacional ao Imigrante em 1954 em Caxias do Sul. Desde então foi retomado aquele discurso grandiloquente sobre o imigrante italiano, misto de herói, santo e profeta, enquanto a região realizava uma ampla transição não apenas para um novo modelo econômico, mas também iniciava uma revolução nos costumes. Abria-se uma fase de rápida perda de tradições e de degradação ou destruição sistemática de evidências do passado, tais como documentos, monumentos, arquitetura vernácula e obras de arte sacra. Se até a década de 1940 os italianos raramente se consideravam brasileiros e tudo o que se referisse às raízes rurais e à antiga Pátria distante era motivo de orgulho, agora era necessário que se criasse uma nova identidade, que se integrasse plenamente na brasilidade, e essa brasilidade "oficial" prescrita para a região colonial era essencialmente lusófona, urbana, burguesa e adepta da inovação, desde que a moralidade permanecesse inabalada. O futuro estava na modernidade, o rádio e a TV difundiam o cosmopolitismo e a cultura de massa, e erodia com celeridade a memória ancestral num esforço deliberado de auto-esquecimento, assim como erodia o ethos comunitário típico da primeira sociedade colonial, ainda ligada ao campo. O "ser colono", que antes mitificara o imigrante, se tornou, para as novas gerações, motivo de embaraço, enquanto o discurso oficial exaltava a transformação do agricultor pobre num industrial de sucesso, mitificando-o de outra maneira.

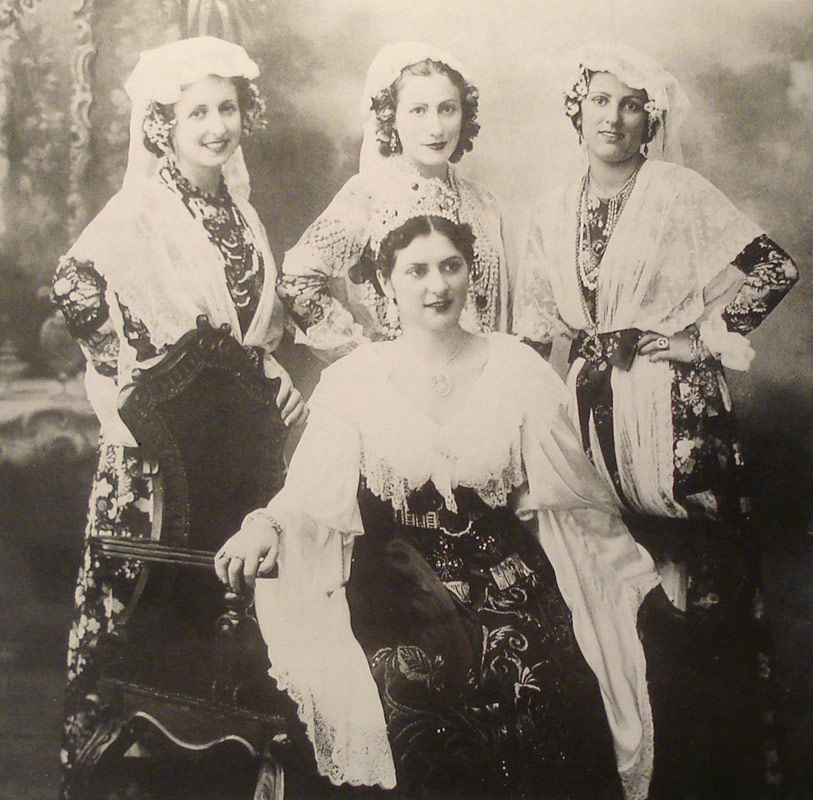
Rainha e Princesas da Festa da Uva de 1934. Sentada: Odila Zatti, a Rainha. De pé: Carmen Hippolito, Ivone Paganelli e Ilka Fontoura. As rainhas e sua corte se tornaram verdadeiras embaixatrizes da cultura italiana no estado, desempenhando este papel até a atualidade.

O reflexo prático do programa modernizador foi o intenso crescimento do setor industrial, com o desenvolvimento de um forte polo metal-mecânico, concentrado em Caxias do Sul, cidade que devido a uma localização privilegiada se colocou desde o século XIX na dianteira da maioria dos avanços, tornando-se a reluzente vitrine que provava a sabedoria dos projetos do governo. Hoje a antiga região colonial italiana é densamente povoada e uma das mais ricas, dinâmicas e populosas do estado. Esse crescimento acentuado e acelerado não ocorreu sem reproduzir a longa lista de males da civilização contemporânea, como a violência urbana, a desigualdade e exclusão dos pobres, a devastação ambiental, as políticas ineficientes, a especulação econômica e imobiliária, a escassez de moradia popular, de saneamento, de cultura, a precariedade de serviços básicos, problemas que têm se tornado importantes nas últimas décadas, variando de intensidade conforme o local.
Entre acertos e erros, os italianos deixaram uma marca das mais relevantes no estado que os acolheu, e não se limitando às antigas colônias, se espalharam por todo o território. Influíram decisivamente na economia, na política, na sociedade, na arte e na cultura, fundaram jornais, teatros, cinemas, museus, clubes esportivos e recreativos, associações empresariais e beneficentes, educandários, muitos em funcionamento até hoje. Desde as primeiras Festas da Uva a cultura italiana se tornou matéria de discurso político e fonte de renda como turismo e entretenimento. Sua história, seus costumes e tradições foram incorporados ao imaginário coletivo e são objeto de estudo acadêmico intenso. Seus pratos mais típicos, como a polenta e o galeto assado, são apreciados por todos os rio-grandenses; palavras e expressões se fixaram no vocabulário; sua religiosidade deixou um legado ainda visível nas centenas de igrejas e capelas que escaparam da onda de modernização, assim como são um legado único suas antigas cantinas, moinhos e casarões, que embora reconhecidos como patrimônio, e a despeito da propaganda oficial, ainda estão ameaçados e sofrem perdas repetidas. Essa história está em todos os livros escolares, mas ainda persistem muitos mitos e estereótipos entre a população, que ainda tendem a colocar o imigrante italiano nas alturas, dissimulando suas contradições e a contribuição de outras etnias na evolução das antigas colônias. De toda forma, a grande abundância de estudos críticos que o tema da imigração italiana no sul já produziu é uma prova da vitalidade e relevância da contribuição dos viajantes na história e para a formação do Rio Grande do Sul moderno. Grande parte dos sobrenomes presentes no estado são italianos. A imigração tem sido um processo histórico continuado. Ainda hoje chegam italianos ao estado, embora em pequenos números.

## Antecedentes
A presença de italianos na área hoje definida pelos limites do estado do Rio Grande do Sul é atestada pelo menos desde o século XVII, quando diversos missionários jesuítas desta nacionalidade se dirigiram à região para catequizar os indígenas e organizar as reduções. Mas foram presenças muitas vezes efêmeras, itinerando por diferentes regiões americanas, e de qualquer modo não deixaram descendência. Sua presença continuou extremamente reduzida até o início do século XIX, quando a população de recém-chegados começa a aumentar, fixando-se principalmente na capital, Porto Alegre, mas também atingindo diversas outras cidades, como Livramento, Bagé e Pelotas. Ocupavam-se principalmente do comércio, mas também chegaram jornalistas, políticos, artistas, professores, industriais e outros profissionais. Muitos desses fundaram famílias ainda florescentes.

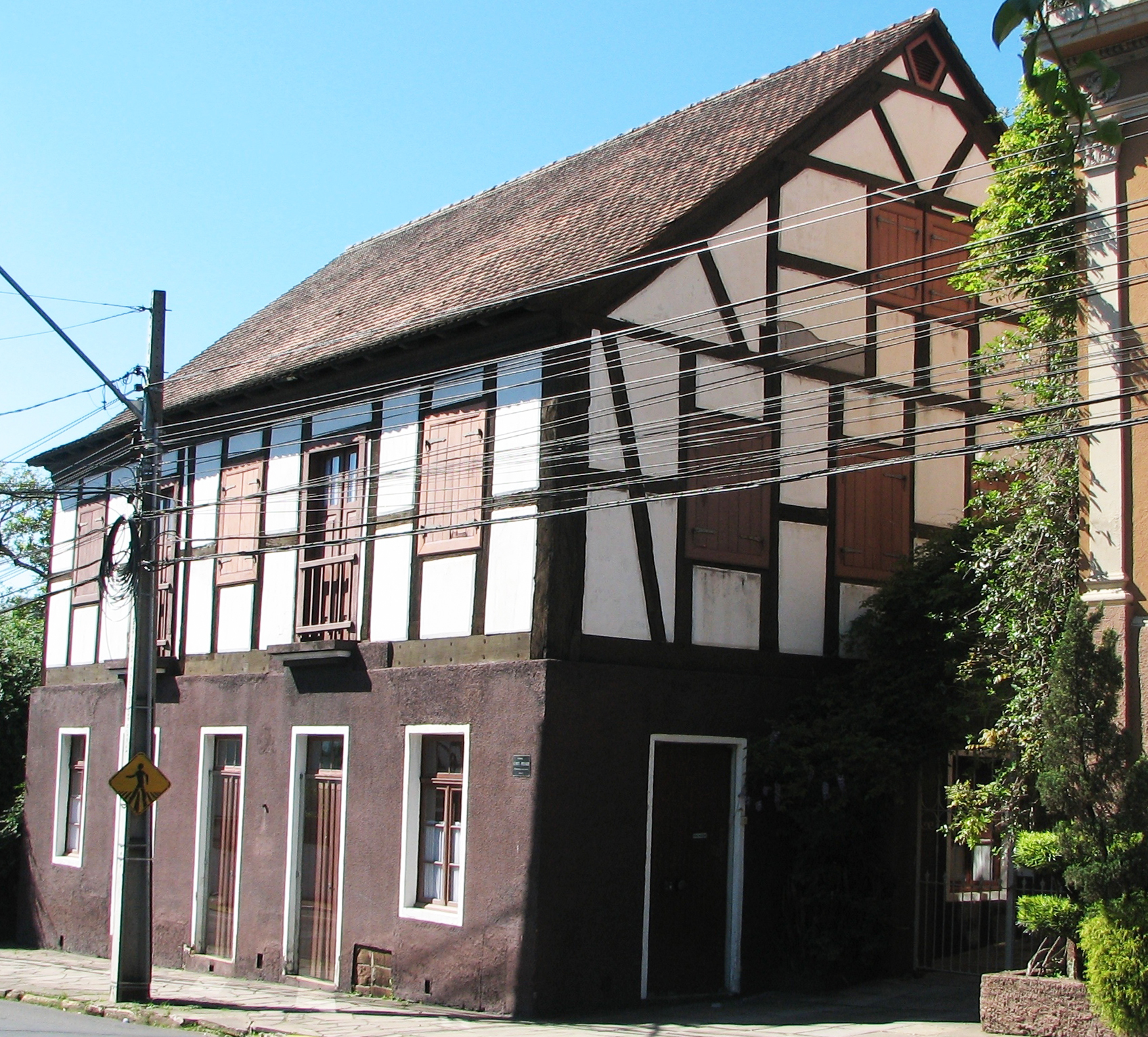
Museu Comunitário Casa Schmitt-Presser em Novo Hamburgo, exemplo típico da tradição alemã do enxaimel.

Mas neste período a imigração italiana era espontânea, os interesses oficiais estavam voltados para outros lugares. Logo após a transferência da corte portuguesa para o Brasil em 1808, o governo passou a incentivar a imigração de colonos alemães e suíços para o Rio de Janeiro. Em 1824 os alemães se tornaram a população preferencial em um programa de criação de colônias no Rio Grande do Sul, do qual resultariam grandes cidades como São Leopoldo, Novo Hamburgo e Santa Cruz do Sul. O projeto era revolucionário. Numa época em que ainda prevalecia um sistema de latifúndios de monoculturas de exportação ou de pecuária extensiva, com uma força de trabalho escrava, pretendia-se criar uma população rural estável de homens livres proprietários de minifúndios, instalados em terras devolutas, que pudessem melhorar o sempre precário abastecimento interno de produtos básicos de consumo, e que ajudassem a "branquear" a população brasileira, na época em larga medida composta de negros e indígenas. Além disso, essa população constituiria uma força militar de reserva para uso em eventuais conflitos de fronteira, na época ainda mal fixada.
A primeira etapa da colonização alemã foi considerada um sucesso, e desejou-se repetir a mobilização. Contudo, o contexto social, político e econômico da nação mudava e frustrava os planos. Os próprios alemães começaram a ter dificuldades já em 1830, quando as verbas de financiamento dos colonos foram cortadas e os lotes que lhes destinavam tiveram tamanho reduzido e já não eram gratuitos. Com a proibição do tráfico negreiro em 1850, o sistema escravocrata enfrentou uma crise de mão-de-obra, e diversas tentativas governamentais de criar mecanismos que favorecessem a contratação de empregados livres alcançaram resultados fracos ou nulos, principalmente pelas exigências abusivas que os latifundiários incluíam nos contratos, cujos termos em muitos casos pouco diferiam de um regime de escravidão. Várias revoltas e protestos de colonos se registraram em virtude de maus tratos e más condições de trabalho e vida. Essas notícias chegaram à Europa, causando uma onda de indignação. O resultado foi que os alemães e suíços já não podiam mais ser convencidos facilmente a imigrar, e até meados do século aportaram apenas cerca de 30 mil novos imigrantes.

## A onda imigratória

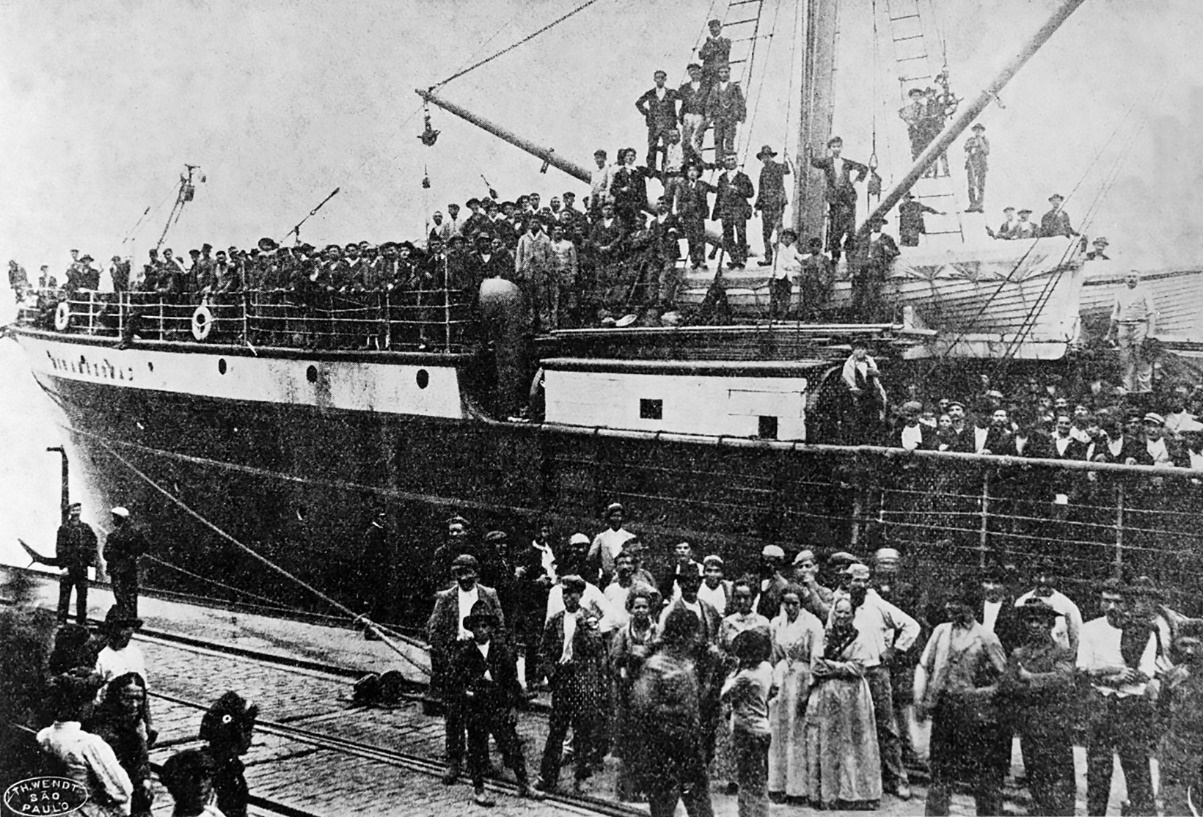
Navio com italianos no porto de Santos.

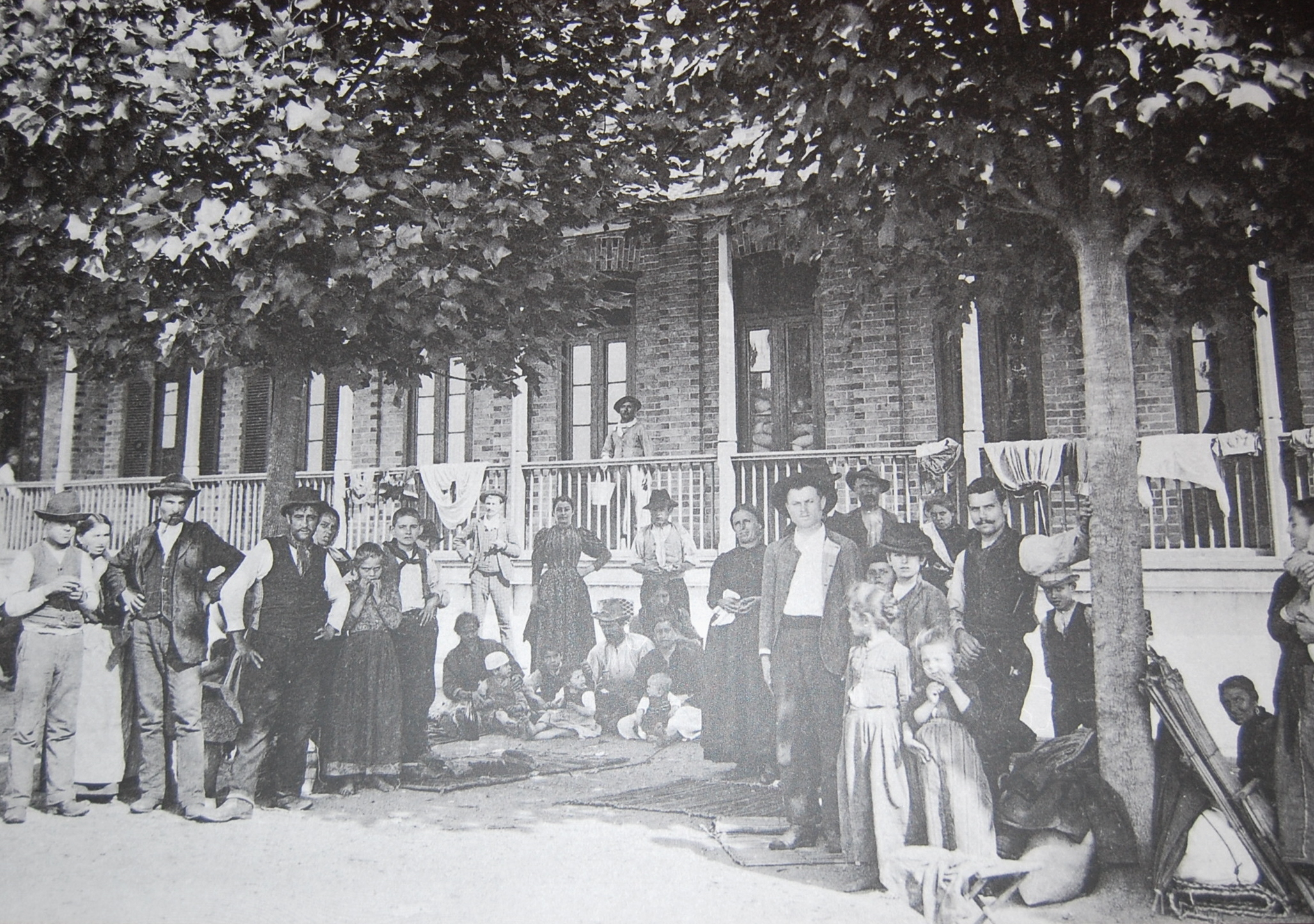
Imigrantes no pátio central da Hospedaria dos Imigrantes de São Paulo.

Em 1867, diante dos maus resultados do programa colonizador, o governo legislou novamente restaurando algumas das vantagens iniciais e criando outras. Agora o lote rural podia ser quitado em dez anos, com dois anos de carência; os deslocamentos dentro do país até o destino final seriam pagos pelo governo; o colono receberia ajuda para a construção de sua primeira casa e para a abertura das primeiras lavouras, com sementes, equipamentos básicos e alguns materiais, além de um pouco de dinheiro vivo. Também estavam previstos atendimento médico e religioso. O desejo do governo era atrair até 350 mil colonos alemães, suíços e ingleses, mas isso não aconteceu. No Rio Grande, até 1875 chegaram apenas 19 mil novos colonos.
Coincidiu que nesta altura a Itália passava por uma grave crise, e uma grande população, muito pobre e assolada pela fome, pelas epidemias e por uma longa série de guerras, começava sua fuga para a América. Em sua maioria procediam do campo, onde geralmente suas famílias nunca haviam sido proprietárias e tinham um longo passado de servidão, e haviam terminado empilhados nas cidades em condições geralmente sub-humanas. Mesmo os que eram proprietários em sua maioria haviam empobrecido pela alta escorchante dos impostos e pela concorrência com os latifúndios produtores, endividando-se e tendo de vender suas terras. E os que ainda estavam no campo, tinham suas condições, sempre duras, endurecidas ainda mais. A depressão não fustigou apenas a Itália, mas muitos outros países europeus. Segundo Zuleika Alvin, "para alguns países expulsores, como Itália e Espanha, por exemplo, as descrições dos locais onde os imigrantes moravam e da promiscuidade em que eram obrigados a viver em razão da miséria são bons exemplos da repercussão da crise econômica na bucólica paisagem do campo". A pesquisadora continua: "À medida que se implantava, tal processo foi liberando um excedente de mão-de-obra que a industrialização tardia de países como a Itália e Alemanha, por exemplo, não tinha condições de absorver. Isso, aliado a um crescimento demográfico nunca visto, como o ocorrido no século XIX, quando a população da Europa aumentou duas vezes e meia, ao avanço da tecnologia, que permitiu que tarefas antes executadas pelo homem pudessem passar a ser realizadas por máquinas, e às melhorias sem precedentes dos transportes, pôs à disposição do mercado uma horda de camponeses sem terra e desocupados".

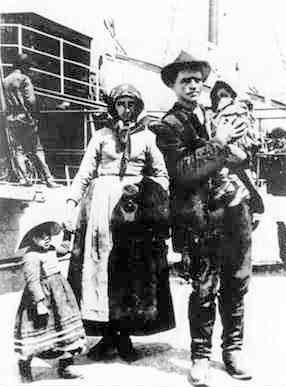
Um típico casal de imigrantes com seus filhos pequenos.

Em toda a Europa, entre 1830 e 1930 mais de 50 milhões de pessoas deixaram seus lares em busca da miragem americana. De sua parte, o governo italiano mal esboçou fazer algo para impedir esse movimento, de fato, não havia um grande interesse por esses párias. Textos de diplomatas e políticos da época mostram que essa população era vista mais como um incômodo para a nação, recém-unificada e ainda instável, "não eram cidadãos para ajudar e defender, mas camponeses impertinentes que com sua miséria e ignorância ofendem a Pátria", de modo que as medidas protecionistas foram poucas, hesitantes, tardias e deram em nada. Eles se tornaram então o alvo dos oficiais brasileiros. O papel das autoridades italianas se resumiu geralmente no aconselhamento dos emigrantes, atuando com mais vigor em poucos casos individuais problemáticos, deixando na prática todo o recrutamento, translado e assentamento para os armadores internacionais e agentes imperiais brasileiros.
A maior parte dos que foram para o Brasil ia não só em busca da chance de prosperar, mas principalmente eram movidos pela ideia de se tornarem proprietários de terras. Circulava na época todo um folclore sobre o Brasil, país ainda pouco conhecido na Europa. Lendas sobre criaturas fantásticas e riquezas imensuráveis eram tidas como fatos pela gente mais simples, que se tornavam assim presa fácil para os agentes de recrutamento, que alimentavam as antigas histórias sobre a Cocanha, uma terra de fartura fabulosa, e a localizavam no Brasil, onde haveria fortuna fácil para todos, onde realizariam o seu sonho de serem livres, ricos, e, enfim, também senhores. Segundo Damke & Gomes, 
"Ao analisar a história da imigração alemã e italiana para o Brasil, não dá para ignorar a ação dos agenciadores de imigrantes na Europa que, segundo Arendt e Pavani (2006, p. 22), Damke (2013, p. 27) e outros autores, foi intensa e deve ter influenciado na decisão de muitas pessoas a emigrarem. [...] Os sonhos de como seria a América estavam presentes de forma intensa no imaginário dos imigrantes. [...] Os historiadores que tratam da imigração alemã e italiana destacam que os imigrantes literalmente passavam fome em sua terra natal, por isso o sonho de ter comida para si e para sua família devia estar presente no seu dia a dia. E quando o sonho se realizava, a Cocanha do imaginário popular se tornava realidade".

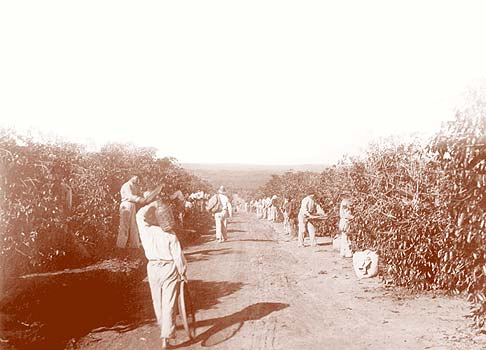
Italianos trabalhando numa fazenda de café.

No entanto, a maior parte dos italianos nunca chegou a materializar seus desejos, tendo sido direcionados para as fazendas de café de São Paulo, encontrando condições às vezes muito difíceis de sobrevivência, e sem disporem, em sua maioria, de terras próprias, o que reproduzia mais ou menos a mesma situação da qual tinham querido fugir. Relatos da época testemunham o desalento e desespero dos recém-chegados aos cafezais, privados da iniciativa própria, imobilizados pelos termos dos contratos, impossibilitados de reconstruir a paisagem de modo que se assemelhasse à sua terra de origem, enfiados em casinhas minúsculas de pau-a-pique emprestadas pelo patrão, e constrangidos a uma submissão que devia expressar-se agradecida, pela "bondade dos patrões em tirá-los da miséria e dar-lhes trabalho". Muitos se rebelaram contra tais condições de exploração e opressão, ou abandonaram o campo buscando as cidades e engrossando a massa marginalizada.
No Rio Grande foi mantida a ideia original de criar minifúndios produtivos para homens livres proprietários. Depois de criar quatro novas colônias alemãs, em 1869 o governo provincial solicitou ao Império a concessão de mais terras devolutas para outras duas. No ano seguinte foram destinadas 32 léguas quadradas no nordeste da província, onde foram fundadas as colônias Conde d'Eu (atualmente a cidade de Garibaldi) e Dona Isabel (atualmente Bento Gonçalves). Pretendia-se introduzir 40 mil colonos alemães em dez anos, mas menos de 4 mil candidatos foram arrolados, grande parte não foram alemães, mas portugueses, e o projeto entrou em recesso.

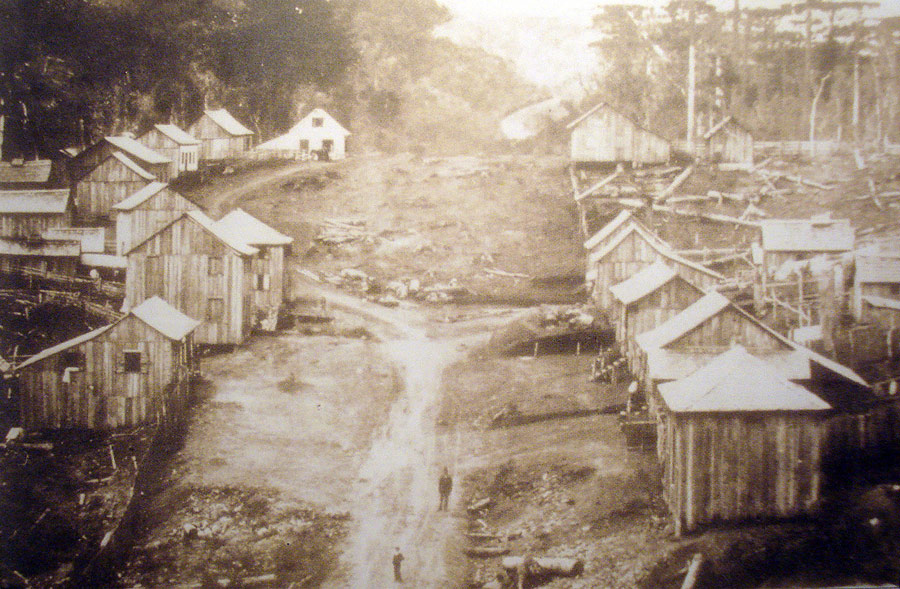
O núcleo urbano primitivo da Colônia Caxias em torno de 1876-77.

Em torno de 1874 os italianos em São Paulo já excediam a capacidade de absorção nas lavouras de café. Assim, em 1875 o governo imperial assumiu as colônias Conde d'Eu e Dona Isabel para acomodar essa população sem destino certo, e logo se instalavam as primeiras famílias. No mesmo ano foi delimitada uma nova área, a Colônia Fundos de Nova Palmira, rebatizada em 1877 como Colônia Caxias (origem de Caxias do Sul, São Marcos, Flores da Cunha, Nova Pádua e Farroupilha), ano em que foi criada a Quarta Colônia (atualmente Silveira Martins). Essas quatro colônias formaram os núcleos principais da colonização italiana no estado.
A zona colonial italiana primitivamente era coberta por uma mata virgem, com alguns trechos esparsos de campo. Ali ainda viviam diversas tribos indígenas, que foram erradicadas ou expulsas para possibilitar um assentamento tranquilo dos colonos. Embarcavam depois de dias ou semanas de espera nos cais de Gênova, de onde a maioria partiu, ou de Havre, na França, sempre mal alojados; muitos dormiam nas ruas, e eram sistematicamente roubados, enganados e extorquidos por vigaristas e oficiais corruptos. Porém, os relatos não são sempre iguais, e para diversos grupos o embarque foi rápido e descomplicado.

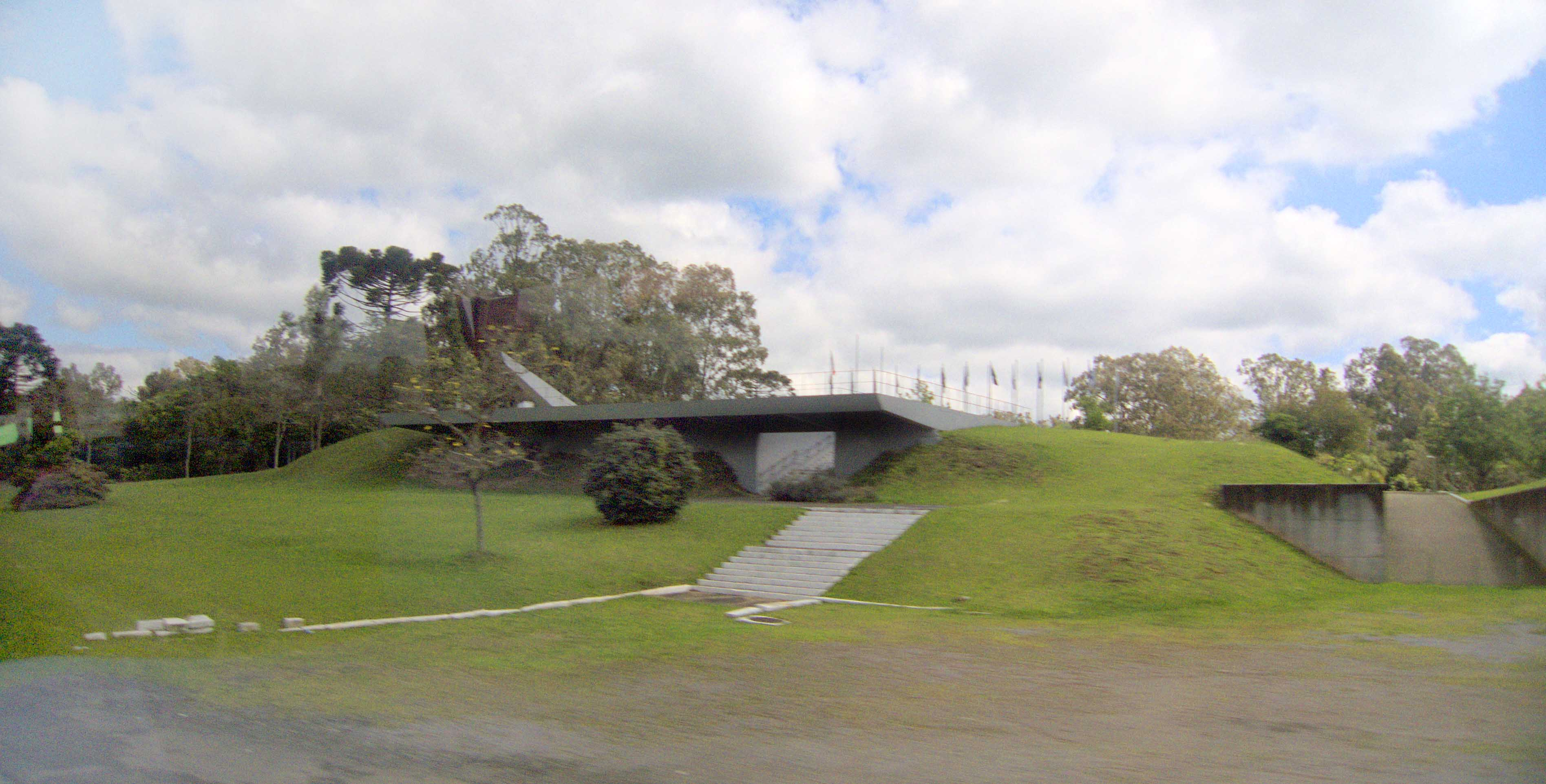
Entrada do Parque da Imigração em Nova Milano, com o monumento criado por Carlos Tenius, à beira do caminho que os imigrantes faziam para subir a serra, e que hoje é a estrada RS-122, no quilômetro 55

A viagem marítima durava um mês ou mais, feita em navios superlotados, onde as condições de alojamento eram más, estavam mal vestidos, e a higiene era precária, embora a maioria dos relatos diga que lhes davam comida muito melhor e mais abundante do que tinham acesso em suas antigas casas. Chegavam aos portos do Rio de Janeiro ou de Santos, onde eram alojados temporariamente em um pavilhão à espera de encaminhamento. Se houvesse suspeita de doenças, o que era comum, passavam por uma quarentena. Se não fossem para São Paulo, partiam já para o sul em navios menores, até aportar na capital Porto Alegre, onde descarregavam e esperavam translado em outro pavilhão. De Porto Alegre, por barco, seguiam pelo rio Caí até São Sebastião do Caí, um importante entreposto comercial e um centro de apoio aos viajantes. A partir dali a viagem seria feita em caravanas, geralmente a pé, ou em lombo de burro, conduzidos por guias experientes, subindo as escarpadas serras do Nordeste, até um outro pavilhão de acolhimento situado na 1ª Légua da Colônia Caxias, no local hoje chamado Nova Milano, de onde seriam distribuídos para as demais colônias demarcadas pelo governo. Muitos grupos chegaram à Colônia Conde d'Eu pelo atalho que saía de Montenegro, um pouco antes do Caí. As condições eram sempre precárias e havia uma alta taxa de mortalidade nas viagens e nesse período de mudança e primeira instalação, especialmente entre crianças e idosos.
Apesar de várias dificuldades, a iniciativa foi bem sucedida, levando à formação de novos centros de povoamento: Encantado em 1878, Núcleo Norte (Ivorá) e Núcleo Soturno (Nova Palma) em 1883, Alfredo Chaves (Atual Veranópolis) em 1884, São Marcos em 1885, Antônio Prado em 1886, Jaguari em 1889, Ijuí e Guarani em 1890, Guaporé em 1892 e Erechim em 1908. As estatísticas oficiais apontam a entrada de mais de um milhão e meio de italianos em todo o Brasil entre 1819 e 1940, 76.168 deles radicados no Rio Grande entre 1824 e 1914, mas esses dados não são muito confiáveis; estima-se que até 100 mil italianos tenham entrado neste período no estado, cerca de 10% deles emigrados espontaneamente em boas condições econômicas, ou deslocados de grupos anteriormente fixados no Uruguai e Argentina. A maciça maioria vinha do norte da Itália (Vêneto, Lombardia, Tirol, Friuli), e cerca de 75% eram agricultores. Em 1914 o governo formalizou o encerramento do programa colonizador subvencionado pelo Estado, mas muitos ainda viriam mais tarde. A partir da década de 1920, várias levas de colonos fixados no Rio Grande começaram a se transferir paras os estados de Santa Catarina e Paraná.

## As colônias e comunidades rurais

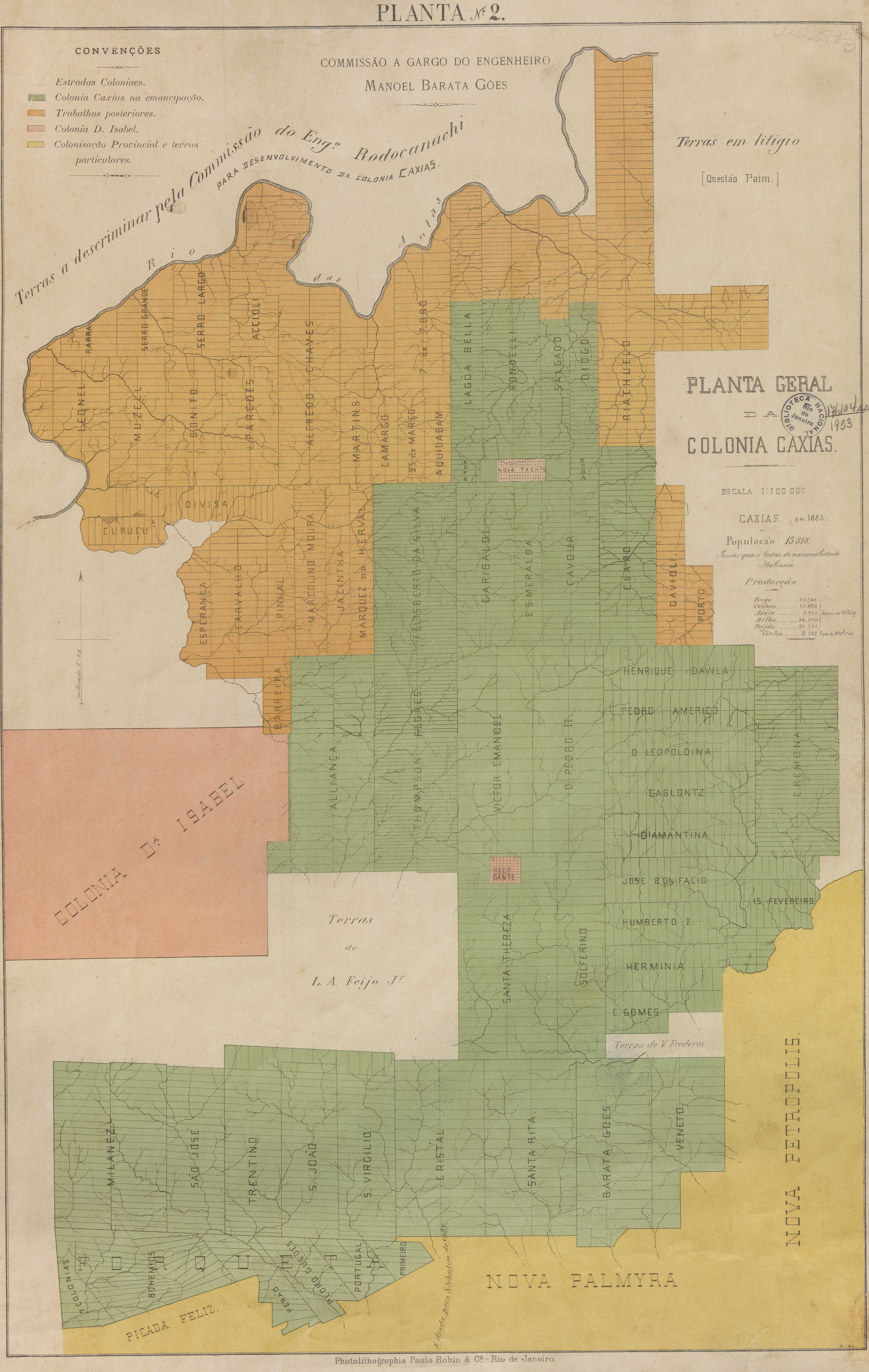
Planta da Colônia Caxias (em verde) de 1885.

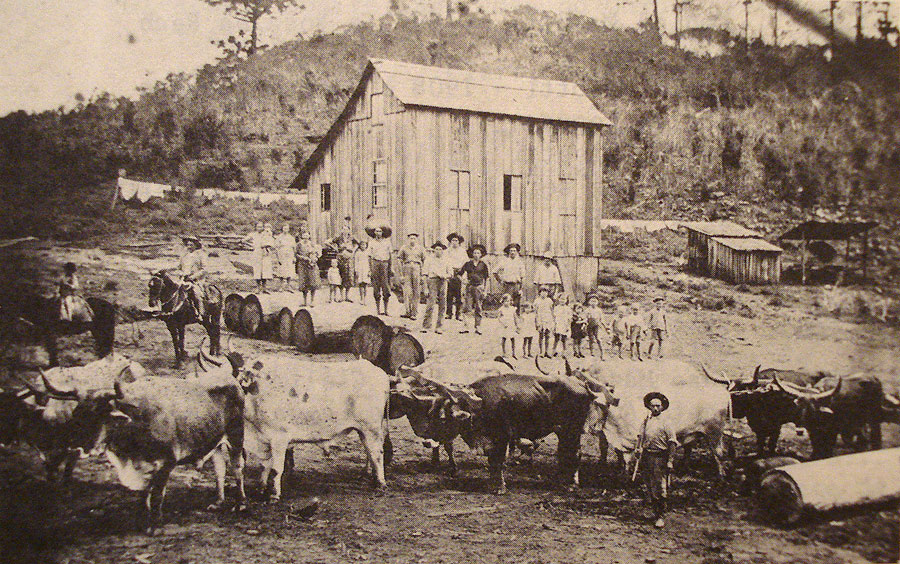
Lote rural do imigrante Italo Massotti em Caxias do Sul, fim do século XIX.

A maioria dos colonos vinha do norte da Itália, onde suas famílias, como já foi dito, há séculos eram arrendatárias ou servas de grandes senhores. Poucos eram os camponeses proprietários na Itália oitocentista, ainda carregada de tradições medievais, onde a posse da terra significava poder, prestígio, riqueza e mesmo nobreza. Múltiplos são os relatos dos primeiros colonos sobre as privações e o isolamento que viveram nos primeiros tempos. De fato, tudo estava por fazer, e a natureza da região era áspera, com um relevo acidentado e um solo em grande parte pedregoso. Uma mata cerrada de espinhosas araucárias cobria a paisagem, as estradas eram simples trilhas abertas no mato que em dias de chuva se tornavam intransitáveis, a prometida ajuda oficial não foi tão consistente como o desejado, e os primeiros anos na colônia invariavelmente significaram um trabalho exaustivo constante do qual nem as crianças eram poupadas, tamanha a pressão pela sobrevivência. Como fora proibido o trabalho escravo na colônia, todas as atividades eram desenvolvidas pela família. Mas a terra era fértil, tinha boas águas e um clima ameno, e os primeiros frutos já foram abundantes, afastando em definitivo o fantasma da fome e da carestia. E logo os excedentes passavam a ser comercializados, chegando até a Porto Alegre, cumprindo os objetivos do governo para o incremento do abastecimento interno, e gerando uma renda para os colonos que podia ser reinvestida, propiciando os primeiros confortos, como uma casa maior e melhores equipamentos, além de favorecer o nascimento das primeiras manufaturas artesanais e pequenas indústrias que processavam a produção rural. Além disso, a experiência da posse efetiva dos seus lotes, mesmo que de poucos hectares, se revelaria definidora de toda uma cultura a ser criada no Novo Mundo, onde seria instaurada uma narrativa de sucesso e auto-glorificação de longa e ampla influência. Nas palavras de De Boni & Costa, 
“O abandono governamental dos primeiros tempos, dentro de tudo o que tinha de negativo, foi, contudo, uma das razões da manutenção da identidade italiana e serviu para colocar o imigrante ante um dilema: ou lutava com todas as forças para sobreviver, ou haveria de ser levado de roldão pela dureza da vida daqueles primórdios. Desafiado, ele reelaborou um mundo de valores, no qual a propriedade, a parcimônia e o trabalho ocupavam lugares dominantes. [...] A pátria fora deixada porque nela faltava a perspectiva de poder tornar-se proprietário, tal como, segundo dizia a propaganda, era possível tornar-se no Brasil, e como, de fato, estava acontecendo no Rio Grande do Sul. [...] Mas a terra nada é sem o trabalho. De pouco teriam valido as peripécias da viagem e a aquisição da gleba se ela não fosse arroteada. E para tanto era necessário o esforço de quem a adquiria. A terra não era um dom, era uma conquista, e o consquistador era o braço do colono, não medindo sacrifícios, ignorando intempéries, labutando de sol a sol (ou melhor, de estrela a estrela, como alguns preferiam dizer). O trabalho surgia assim como fonte de liberdade, como um valor mítico, encerrando em si o segredo da dignidade e da honorabilidade. Representava, de certo modo, o conjunto de todas as virtudes, ou, ao menos, era capaz de desculpar alguém por vícios que viesse a ter, como o abuso do álcool, os rompantes de cólera, as blasfêmias e até mesmo, no caso das mulheres, a pouca beleza. Por mais de uma vez foi dito de jovens casadoiros que o rapaz era pobre, mas trabalhador, ou que a moça era bonita, mas não sabia fazer nada”.

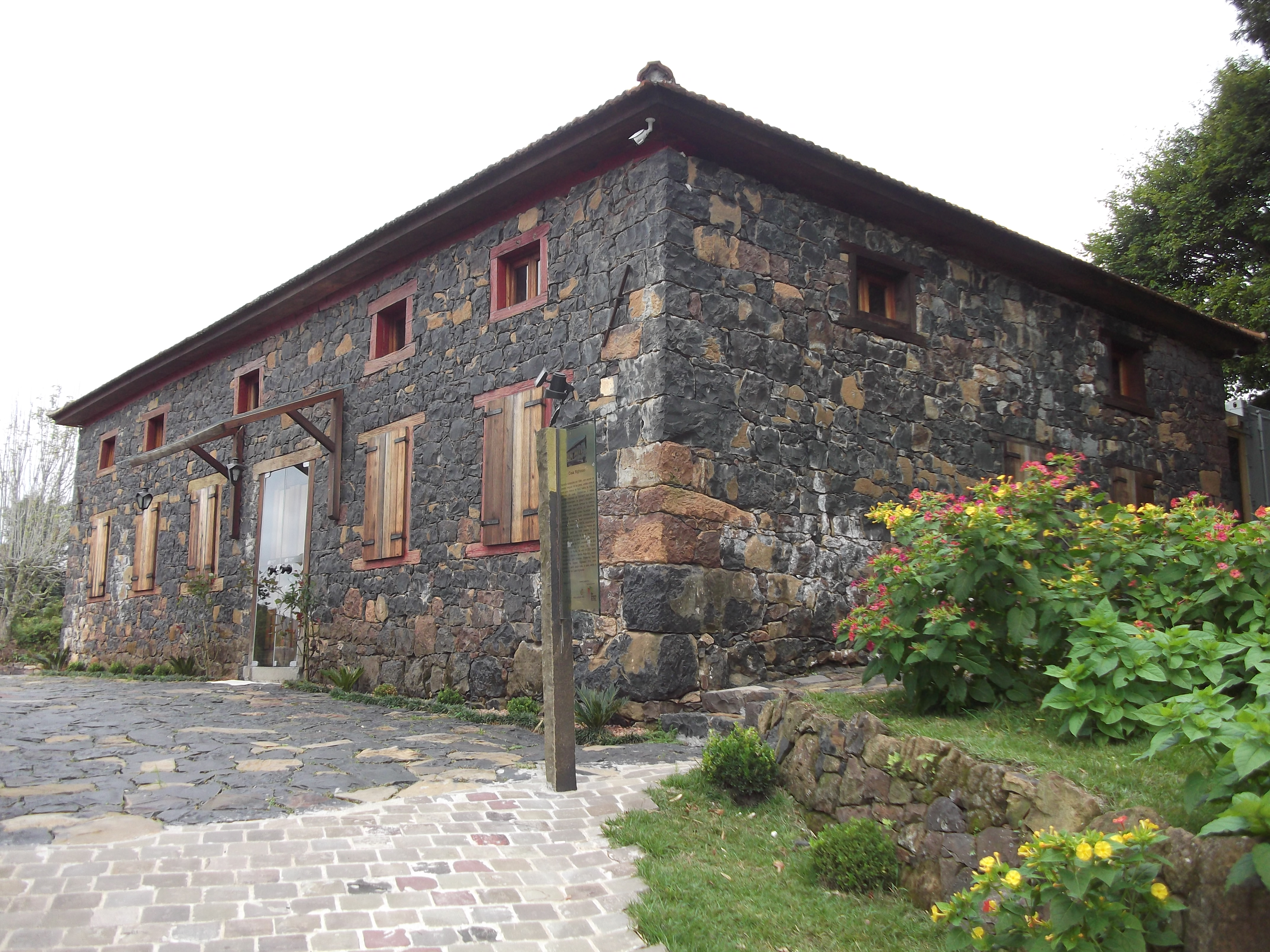
Casa Righesso, em Bento Gonçalves, importante exemplar da edificação em pedra na zona rural, 1889.

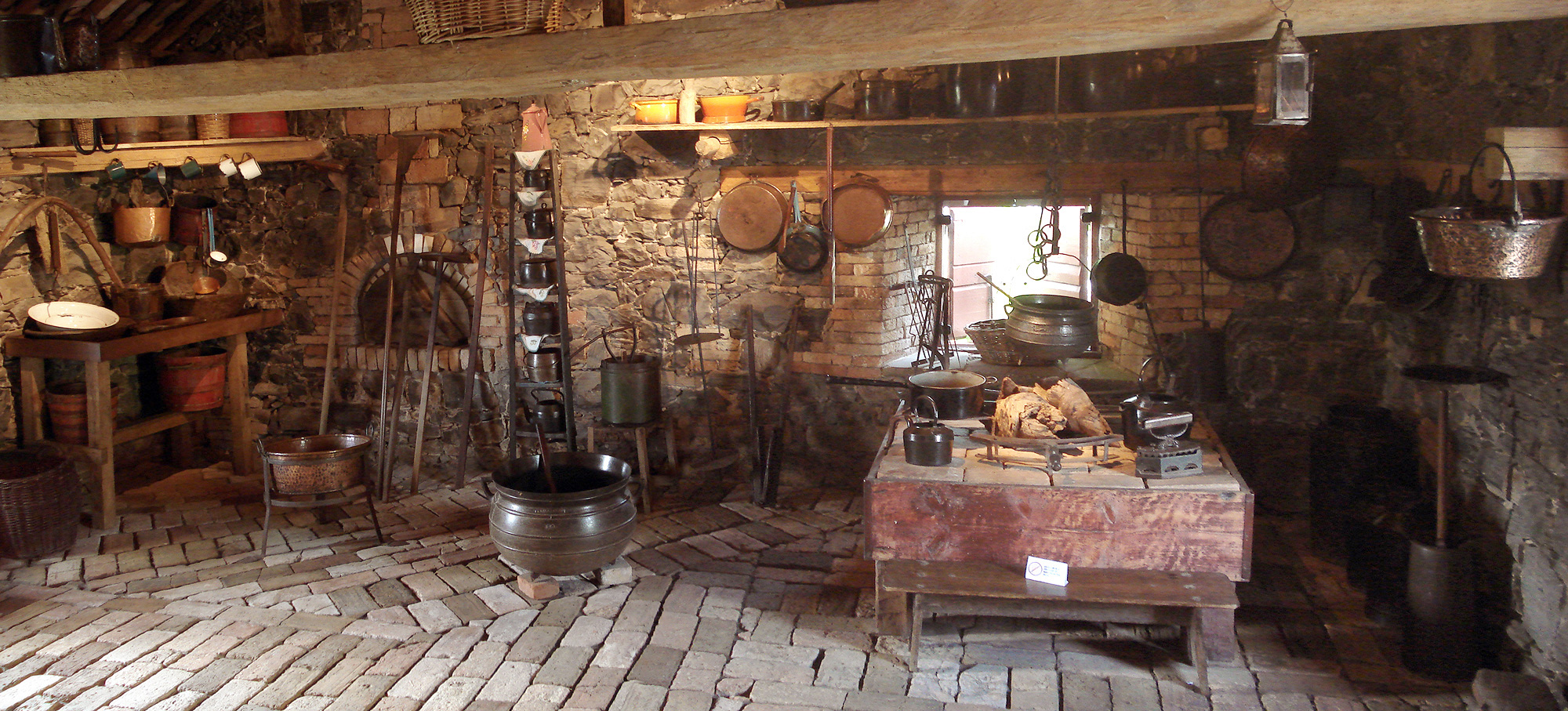
Reconstituição de uma cozinha colonial no Museu Ambiência Casa de Pedra de Caxias do Sul. O ambiente é original, mas não seus objetos, que são de várias procedências. A cozinha era o principal espaço de convivência familiar dos colonos.

As colônias eram divididas em léguas, estas em linhas ou travessões, e estas se dividiam em lotes em geral de 22 a 25 hectares, com um grande comprimento e uma testada estreita que faceava uma trilha, que permitia a circulação das pessoas e cargas entre as propriedades, formando uma malha viária densa, embora o povoamento fosse esparso. O traçado dessa malha viária se estendia por todo o território das colônias e as interligava, embora sua implementação prática só tenha se completado depois de muitos anos, quando terminou a distribuição das terras e o assentamento dos recém-chegados. Embora não houvesse nenhuma barreira intransponível na acidentada geografia das colônias, e muitas trilhas tenham sido abertas em todas as direções, por muito tempo entre as sedes principais houve apenas uns poucos caminhos realmente viáveis para passagem de caravanas de cargas ou pessoas.
A organização da propriedade rural era simples e prática. Uma casa rústica de madeira, às vezes de taipa ou pedra, dividida em uma cozinha grande onde ficava o focolaro (o fogo doméstico), e mais uma sala, um ou dois quartos de dormir, e um sótão como depósito ou dormitório adicional. Também havia quase sempre um porão para uma cantina doméstica e depósito. Junto da casa se erguiam um estábulo, um paiol, um chiqueiro e um galinheiro. Freqüentemente a cozinha se localizava em um cômodo separado do corpo principal, em vista do perigo de incêndio, já que o fogo ficava aceso todo o dia. Plantava-se também uma horta, além das lavouras principais. Numa segunda etapa, quando a situação se estabilizava, as casas e pavilhões rústicos do início eram substituídos por instalações maiores e mais bem aparelhadas, muitas vezes com ornamentos externos e internos, das quais sobrevive um importante conjunto em pedra, alvenaria e madeira, em várias tipologias.

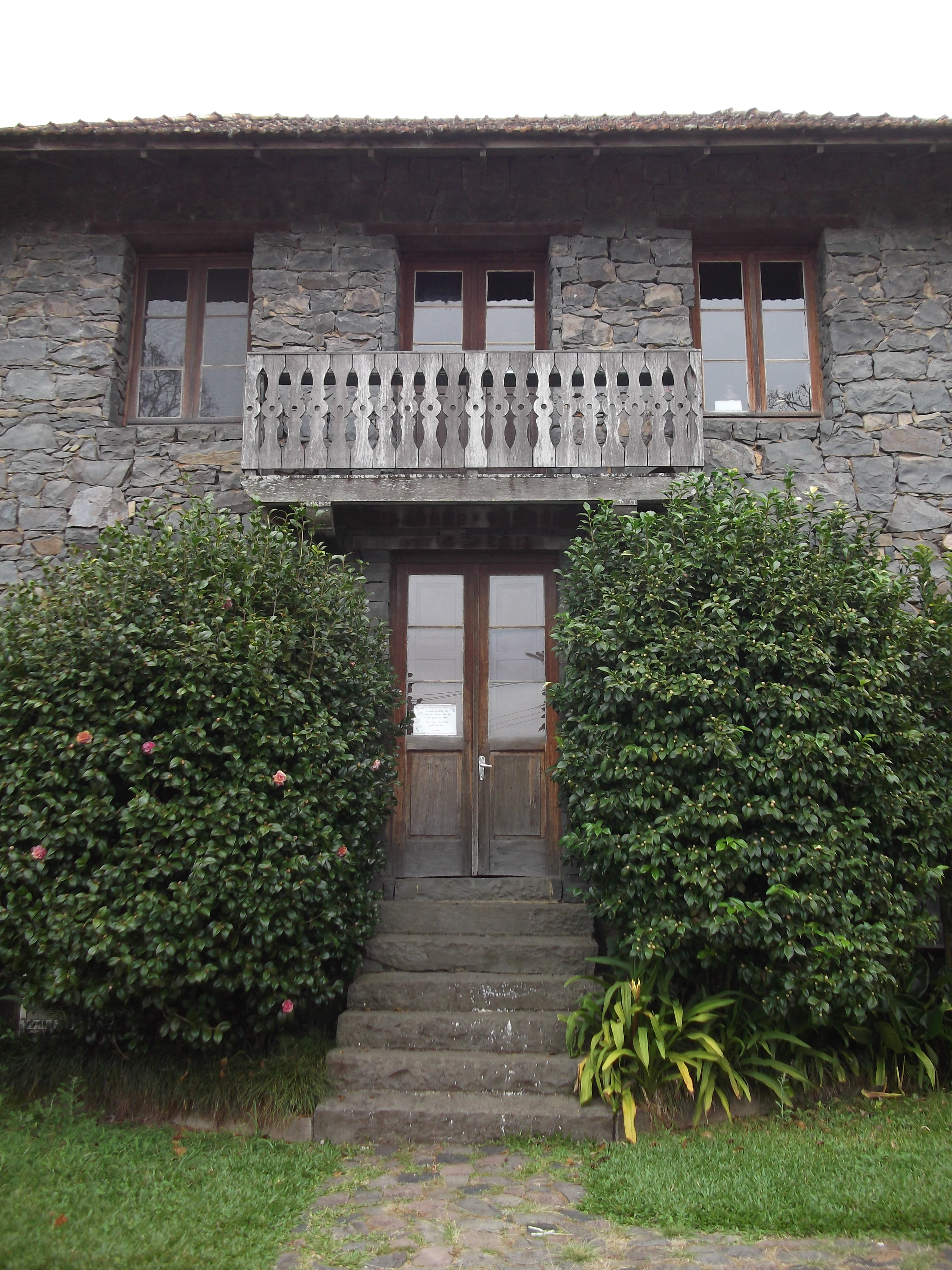
Detalhe da Casa Bertarello, em Bento Gonçalves

A vida no campo ensejou a formação de um folclore próprio nas comunidades rurais, que transformou a herança tradicional que traziam da Europa, adaptando-a a um novo cenário e um novo contexto. Antigamente reunidos em aldeias comunitárias, no Rio Grande viviam dispersos e isolados em unidades familiares em cada lote, em vivendas que diferiam daquelas que conheciam tanto na forma como nos usos e materiais. A partir disso se desenvolveu toda uma tradição de arquitetura vernacular hoje estimada pela sua originalidade e beleza plástica. O vestuário também foi adaptado para novas formas de trabalho e um clima diferente, a culinária absorveu plantas e animais nativos e pratos indígenas e gauchescos, e a língua recebeu influência do português e dos vários dialetos italianos, formando-se um dialeto novo, o talian, de uso geral nas colônias.
O homem era o líder da família, e distribuía as funções de cada membro. A ele, o "pai-patrão", e aos filhos mais crescidos, cabia o trabalho mais pesado da carpintaria, da ferraria, do desbaste da mata e da abertura das lavouras, as quais, junto com as hortas e as criações de animais, depois ficavam sob o cuidado principalmente da mulher e das filhas e filhos menores, desde pequenos acostumados à dura lida. Dependendo só deles a própria sobrevivência, as famílias tendiam a ser numerosas a fim de se criarem mais braços para o trabalho. Esse sistema hierarquizado e patriarcal de produção familiar seria continuado até mesmo avançando o século XX, quando a sobrevivência diante de uma natureza selvagem já não era uma ameaça urgente. À mulher cabia um papel subordinado, o qual, embora pouco reconhecido, era essencial como parceira no trabalho e como centro aglutinador da família, organizando aquela sociedade embrionária. Era ela necessária também na educação elementar da prole e na instrução religiosa inicial, e desempenhava funções socializadoras importantes. Era a figura mediadora por excelência, apaziguando conflitos, facilitando a solidarização entre as gerações e o contato entre os diversos grupos de colonos. Também se deveu à mulher, principalmente às avós, a preservação da memória oral da família, a transmissão de tradições, costumes, lendas e relatos de experiência de ancestrais. O modelo patriarcal se repetiu na zona urbana à medida que ela foi crescendo, com seus ofícios e demandas diversos.

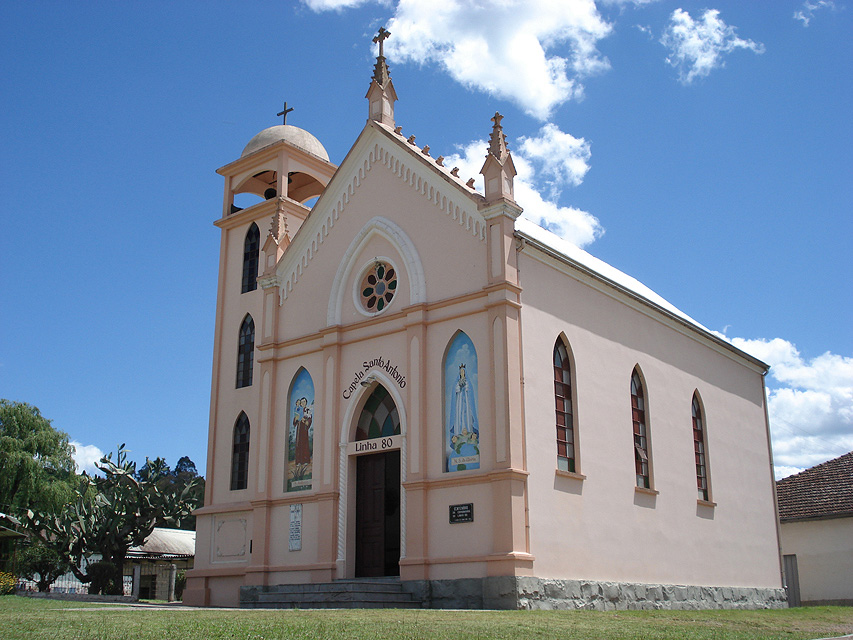
Capela de Santo Antônio na zona rural de Flores da Cunha, um típico representante da edificação sacra colonial. Geralmente as primeiras capelas eram de madeira, a maioria substituída no início do século XX por edificações de alvenaria como esta.

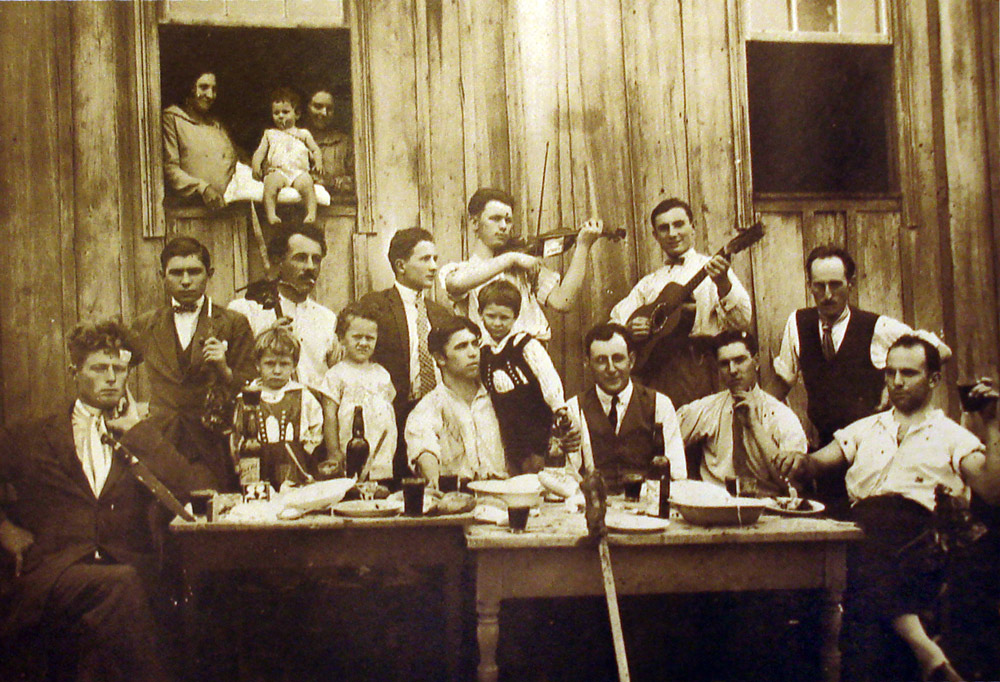
Reunião da família Benvenutti, 1928.

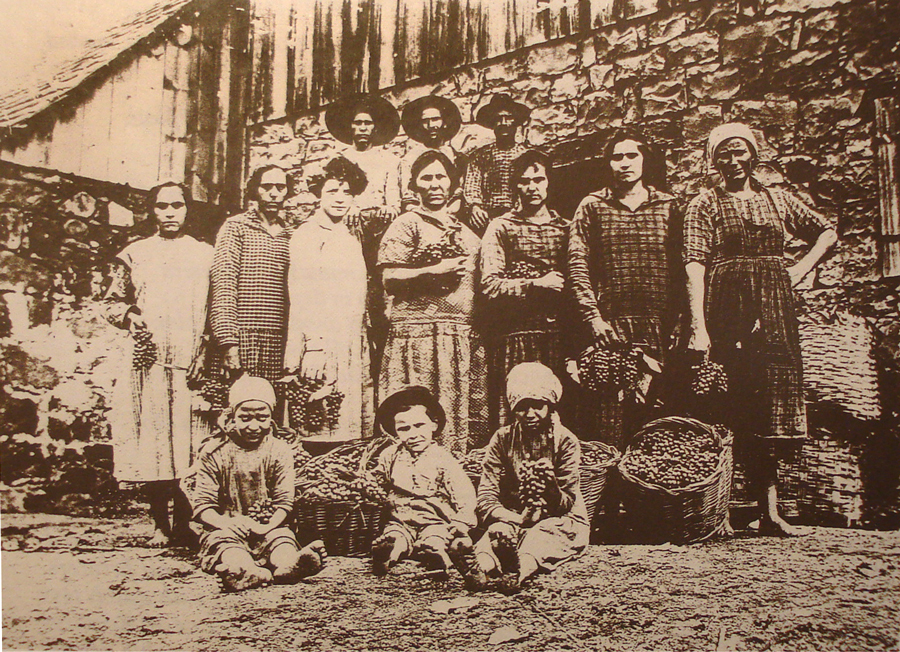
Colonos italianos com cestos de uva no fim do século XIX.

Oriundos de regiões italianas diferentes, muitos grupos mal chegavam a compreender-se mutuamente, e os conflitos políticos e ideológicos que haviam trazido da Europa, especialmente dos liberais, republicanos e maçons contra os católicos, monarquistas e tradicionalistas, continuaram exercendo influência no Brasil, com o resultado de se verificarem ondas de protestos e conflitos violentos em várias comunidades. Contudo, a grande maioria professava uma fé católica vigorosa, marcada pelo ultramontanismo, o que se contribuiu para acirrar conflitos com as autoridades laicas, geralmente ligadas à maçonaria e ao Partido Republicano Rio-Grandense, por outro lado serviu como um poderoso elo unificador entre os grupos divergentes, que se caracterizaram por uma forte tendência ao associativismo.
Na vida rural, em particular, a religião exercia uma influência central nos costumes e mesmo na organização do cotidiano, e uma das principais queixas nos primeiros tempos foi a escassez de padres, obrigando a muitos leigos assumirem funções pastorais e até litúrgicas. Em todos os travessões (divisões nas colônias) foram erguidas capelas, que além de suas atribuições sagradas também funcionavam como pontos de referência geográfica e centros de convívio e assembleia comunitária. As festas do santo padroeiro da capela, do Natal e do Ano Novo, da Páscoa e outros dias santos, costumavam reunir toda a comunidade do travessão. As capelas em muitos casos suscitaram a formação de novos centros de urbanização em seu redor, surgindo uma profusão de pequenas vilas e aglomerados edificados entre as colônias. Geralmente ligados à administração das capelas e apoiados pelo poder público, emergiam os primeiros líderes comunitários, encarregados de resolver conflitos, organizar ações coletivas, encaminhar as queixas às autoridades e assessorar os padres quando em visita, já que as capelas não possuíam sacerdote residente. Foi também a religião que ensejou as primeiras expressões artísticas, cultivando canções e hinos sacros e favorecendo a produção de estatuária de culto, pinturas e marcenaria de estilo para adorno dos templos. Seus mais antigos exemplos são naturalmente bastante rústicos, devido à precariedade do meio. As festas profanas eram os filós, reuniões onde as famílias se encontravam em uma das casas ou no salão comunitário para cantar, comer e trocar experiências e memórias, além de envolverem atividades lúdicas e competições esportivas.
No início do século XX a zona colonial havia estabelecido uma próspera atividade econômica, tornando-se um dos principais centros produtores do estado. Embora muito diversificada, a produção era liderada pelas vinícolas, que a esta altura eram em conjunto o maior produtor de vinho do Brasil, tendo ganhado muitos prêmios nacionais e internacionais. Mas o setor do vinho vivia numa crise crônica e os lucros eram oscilantes. Nesta época foi feita uma experiência de cooperativismo em larga escala sob a égide do técnico italiano Giuseppe Paternó, convidado pelo governo estadual, a fim de melhorar a qualidade do produto e torná-lo mais competitivo, combater as falsificações e os intermediários, diversificar a produção com castas finas e intensificar a troca de experiências entre os produtores, mas ela acabou fracassando.
A maioria dos italianos permaneceria no campo por pelo menos duas gerações, beneficiando-se dos avanços tecnológicos e científicos que permitiram melhorar sensivelmente suas condições de vida e facilitaram a produção rural, como o aprimoramento da medicina e higiene e a introdução da energia elétrica e da mecanização nas lavouras. Cultivavam uma variedade de grãos, hortaliças e frutíferas, mas predominaram o milho (para a polenta), o trigo (para o pão) e a uva (para o vinho).
Apesar do expressivo sucesso da produção rural, com o passar dos anos outros problemas começaram a avultar. Os italianos geralmente transferiam toda a terra para um dos filhos, geralmente o mais novo, que ficava incumbido de cuidar dos pais na velhice. Às vezes os lotes eram divididos entre os irmãos, mas seu tamanho pequeno logo colocou um impedimento para divisões sucessivas. Os deserdados precisavam partir em busca de outras colocações, iniciando um grande êxodo populacional para novas colônias que iam surgindo ou para outros estados. A desestabilização do modo de vida rural se acentuou no entre-guerras, quando a cultura italiana foi reprimida pelo programa nacionalista de Getúlio Vargas e o sistema de produção regional passou a se concentrar na indústria e no comércio. Os investimentos escoavam principalmente para as cidades, já em rápido crescimento, aumentando os problemas no campo, cujos artigos — incluindo os artesanatos — sofriam crescente concorrência de importados e industrializados e passavam a ficar dependentes de intermediários para seu escoamento. Boa parte daqueles filhos sem terra e sem futuro definido acabou se refugiando nas cidades e se tornando parte do proletariado operário e comerciário.

## As cidades coloniais

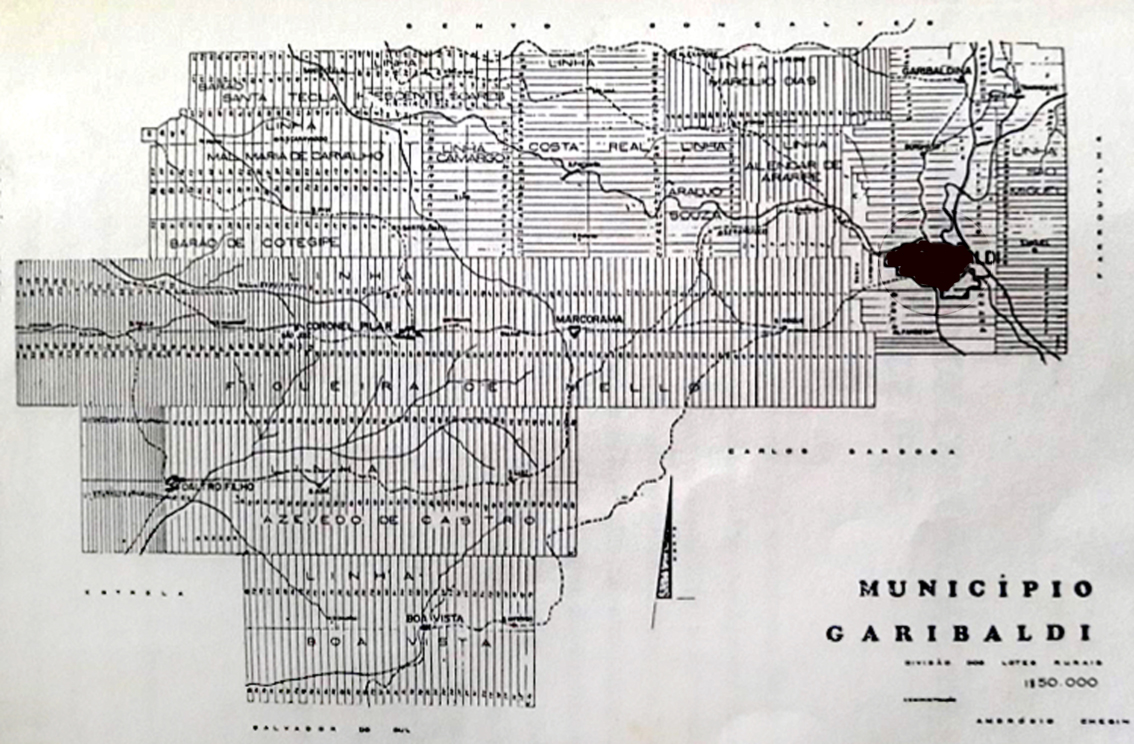
Planta da Colônia Conde d"Eu. Na área escura, a sede urbana da colônia.

O governo previa a evolução das colônias rurais para cidades, e já nas plantas dos projetos ficava delimitada uma área para a formação de uma sede urbana, que deveria concentrar a administração, o comércio e alguns serviços como o atendimento médico e religioso, com lotes típicos de cidades, bem menores do que os lotes rurais. Como os imigrantes tinham liberdade para escolher seus lotes, aqueles que não eram agricultores geralmente preferiam permanecer nesses centros, onde poderiam desenvolver seus ofícios. A população desses profissionais especializados foi significativa, cerca de 25% dos imigrantes trazia experiência como comerciantes, ferreiros, açougueiros, marceneiros, construtores, tecelãos, farmacêuticos, funileiros, relojoeiros, sapateiros, alfaiates, moleiros, e alguns eram fotógrafos, professores, jornalistas e artistas. Havia a previsão também da formação de vários outros pequenos centros urbanizados pontilhando a paisagem rural, que funcionariam como centros de apoio, encontro e trocas para as populações mais distantes da sede principal.

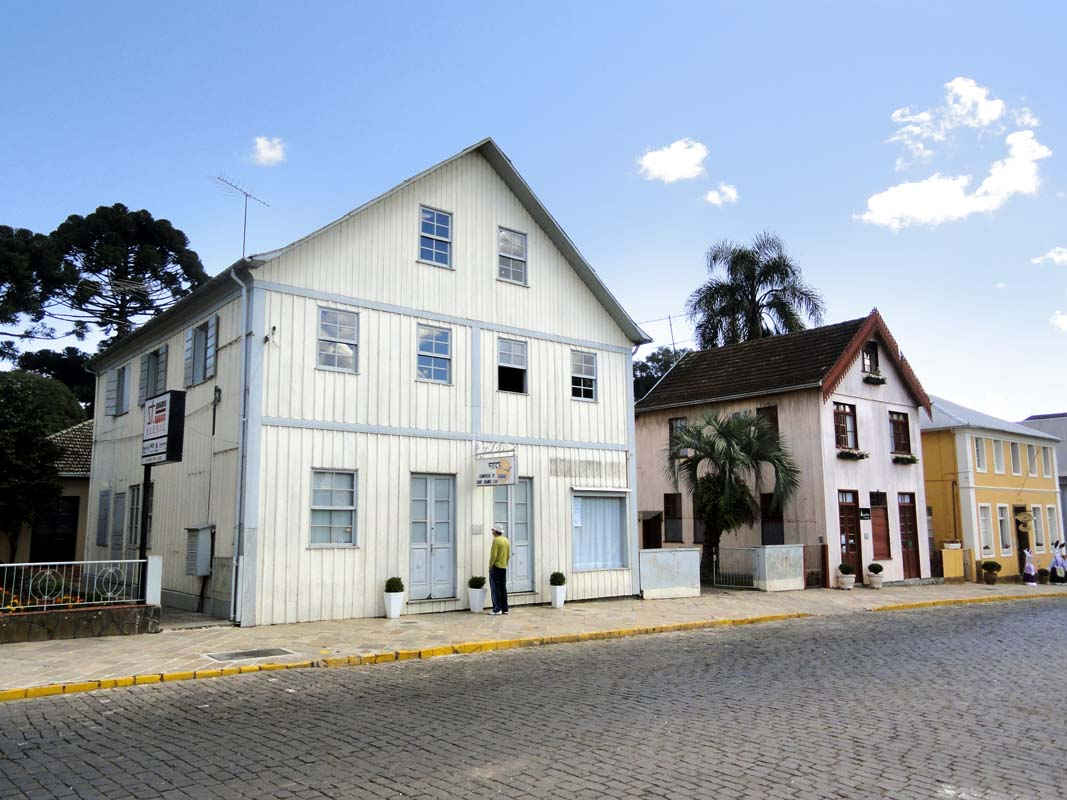
Trecho do Centro Histórico de Antônio Prado.

O traçado das sedes seguia o modelo da malha romana ortogonal, desconsiderando inteiramente a topografia dos terrenos, o que mais tarde daria origem a problemas de urbanização. O desenvolvimento dessas sedes foi muito irregular. Algumas bem rápido cresceram para vilas dinâmicas e bem organizadas, com escola, igreja e outros edifícios públicos, como Bento Gonçalves (ex-Colônia Dona Isabel), Garibaldi (ex-Conde d'Eu) e Silveira Martins (ex-Quarta Colônia). Contudo, Bento Gonçalves teve seu desenvolvimento prejudicado até 1917, quando foi ligada às ferrovias estaduais, e Antônio Prado, que foi prevista pelo governo para se tornar a cabeça da região, acabou estagnando devido ao desvio de uma estrada fundamental para a interligação entre essa zona e o norte do Brasil, que acabou passando por Caxias, o que permitiu a preservação quase intacta do seu centro histórico. Caxias assumiu um claro protagonismo regional desde o início. Enquanto que Conde d'Eu, Dona Isabel, Flores da Cunha, São Marcos e Antônio Prado permaneceram por décadas semi-isoladas no fundo de "ruas sem saída", quando Caxias transferiu sua sede de Nova Milano para o chamado Campo dos Bugres em 1876 encaixou-se no próprio entroncamento de todas as principais trilhas e estradas percorridas naquela época para o trânsito de gentes e o comércio de gado, produtos coloniais e víveres.
Nesta situação privilegiada, em apenas dez anos Caxias já tinha um comércio forte e organizado e dezenas de manufaturas e oficinas, além de já contar com duas sedes secundárias em rápido crescimento: Nova Trento (Flores da Cunha) e Nova Milano. Depois da chegada do trem em 1910, substituiu São Sebastião do Caí como o principal entreposto comercial da região das colônias, e com a construção da Ponte do Korff e o desvio da BR 116, reuniu os elementos que faltavam para controlar as principais vias de transporte de toda a região nordeste do estado, sendo passagem obrigatória para quase tudo o que vinha do sul do estado e do norte do país por via terrestre.

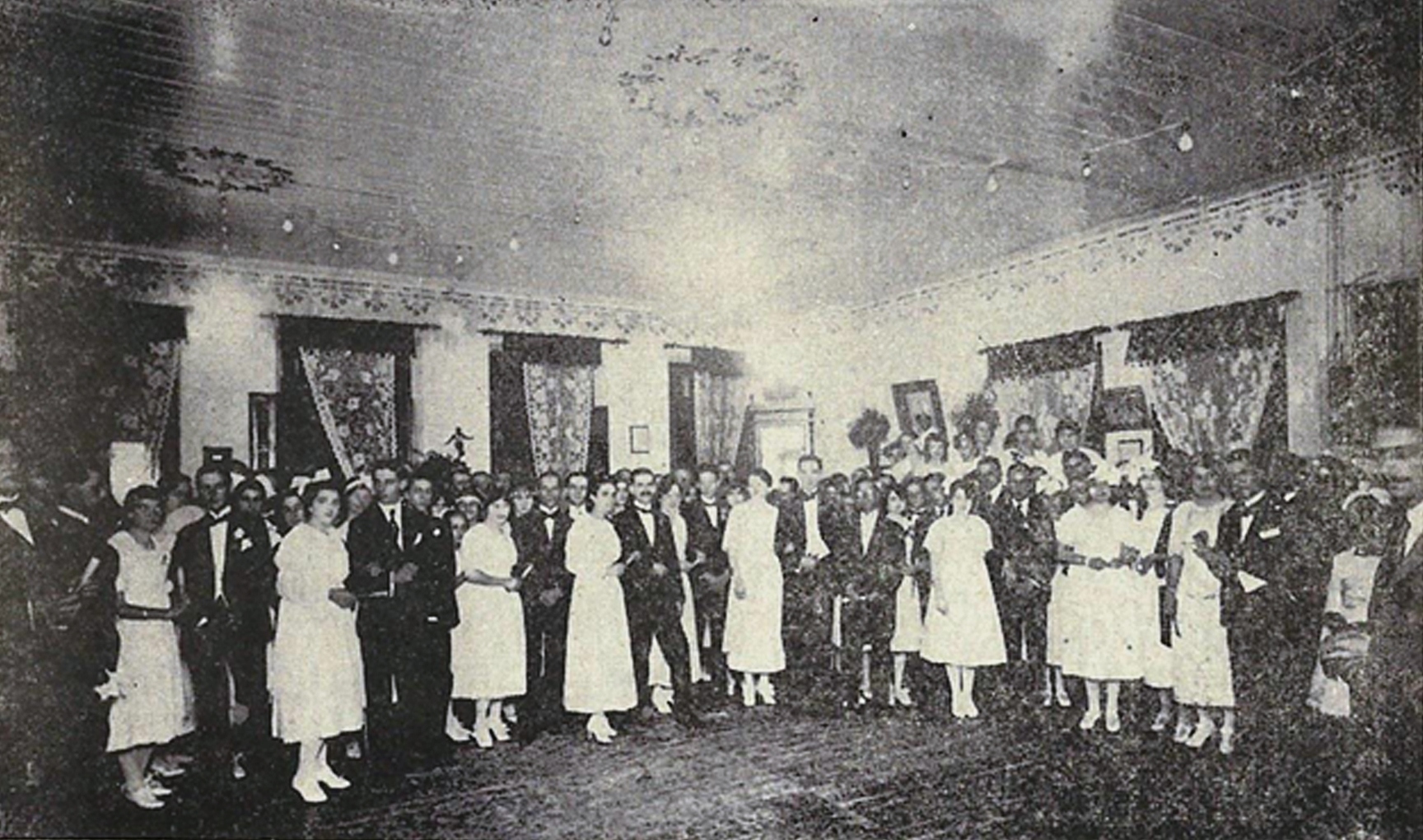
Baile de inauguração da primeira sede do clube de elite Recreio da Juventude de Caxias, 1918.

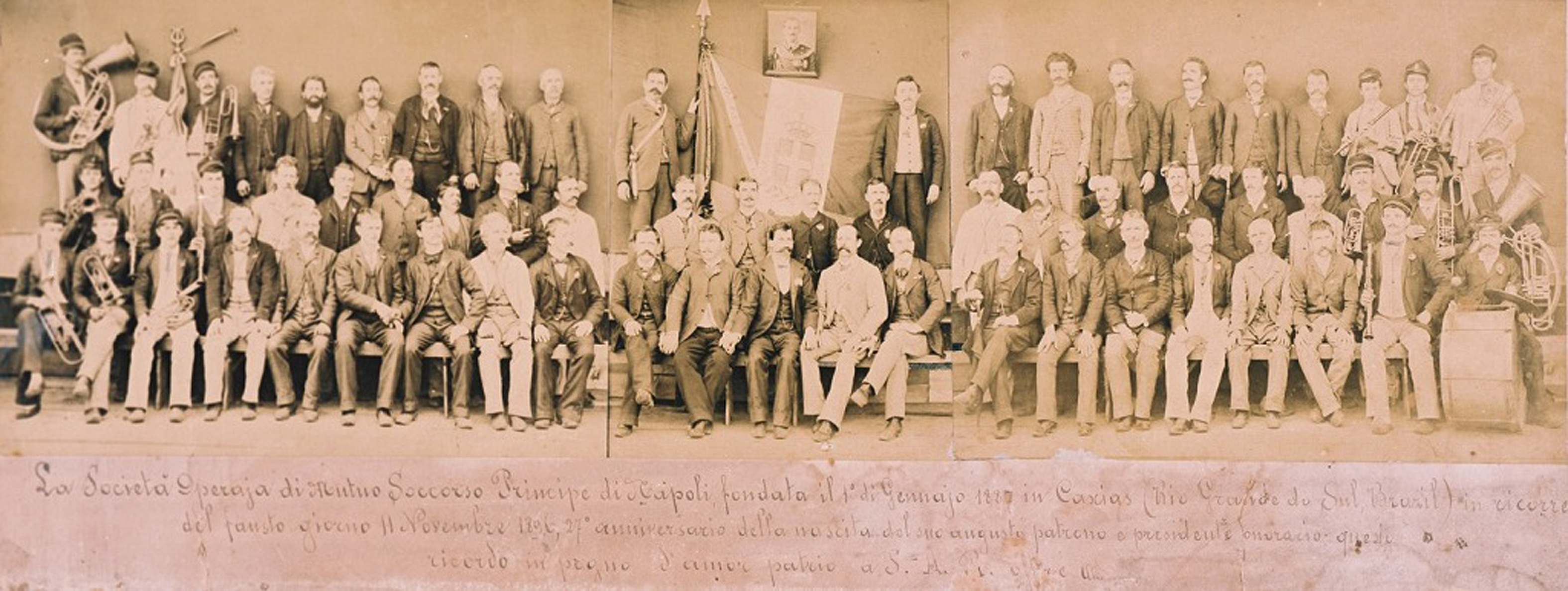
A influente Sociedade de Mútuo Socorro Príncipe de Nápoles de Caxias, incorporada para a comemoração do aniversário do patrono, o rei Vitor Emanuel da Itália, em 11 de novembro de 1896.

Essa condição de cabeça das colônias naturalmente foi acompanhada pela formação muito precoce de uma elite empresarial, muito ativa politicamente, com fortes laços com o governo e a Igreja Católica e expressiva influência na condução dos assuntos públicos. Todas as Câmaras Municipais das ex-colônias nas primeiras décadas de atividade foram ocupadas principalmente pelos comerciantes e industriais mais ricos do lugar, e não demorou para que italianos ocupassem as Intendências. Mais tarde, diversos seriam deputados, governadores e ministros. Caxias foi o exemplo paradigmático neste processo de estruturação de uma nova sociedade — "colmeia extraordinária que todo o estado conhece e admira", foi chamada por Júlio de Castilhos de "a Pérola das Colônias", apelido que ainda mantém —, e embora por sua amplitude e influência regional seu caso seja único, em todas as outras sedes principais uma elite também se formou e assumiu papel semelhante. O empresariado se reunia nas Associações de Comerciantes, entidades que mais do que representar os interesses da classe patronal do comércio propriamente dito, incorporavam também os industriais e eram importantes veículos para a manifestação dos produtores rurais, numa época em que a economia regional ainda dependia fundamentalmente do campo. Desta forma, as Associações congregavam uma ampla rede de agentes de variados setores e se tornavam uma força decisiva na administração pública.
De qualquer modo, todas as principais colônias já estavam emancipadas na década de 1890, e as outras as seguiram em rápida sucessão. Segundo Spolaor, todas as vilas coloniais buscaram a emancipação motivadas "pela possibilidade de melhorar a qualidade de vida e pela necessidade de acesso a direitos básicos como saúde, educação, geração de emprego e melhores vias de acesso", mas "as políticas emancipatórias não tinham propostas concretas, nem o Estado. Em nenhum momento foram construídas alternativas políticas, como programas de desenvolvimento rural, que fossem capazes de gerar emprego e renda, conciliando desenvolvimento social com preservação ambiental".

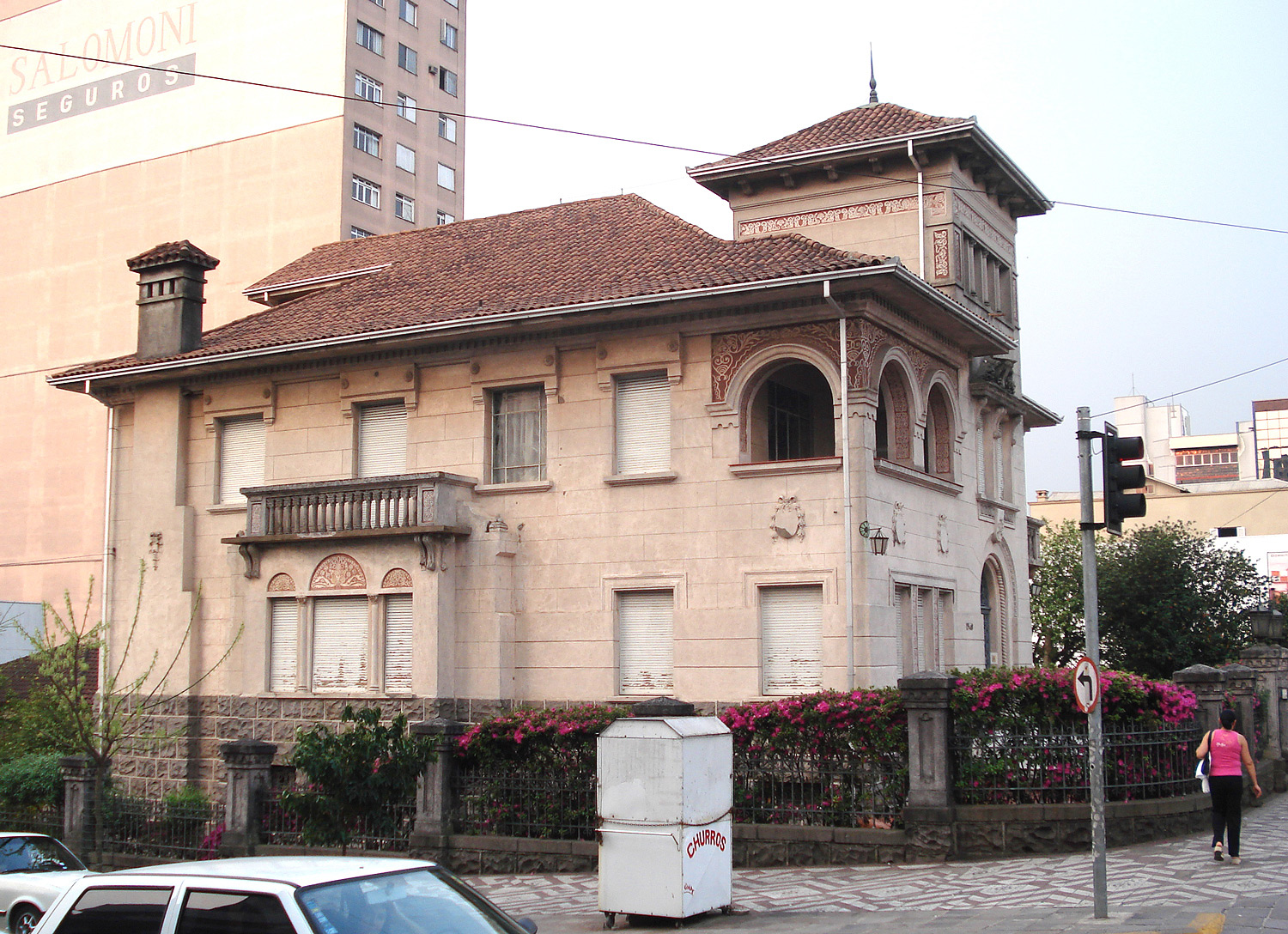
O Palacete de Abramo Eberle.

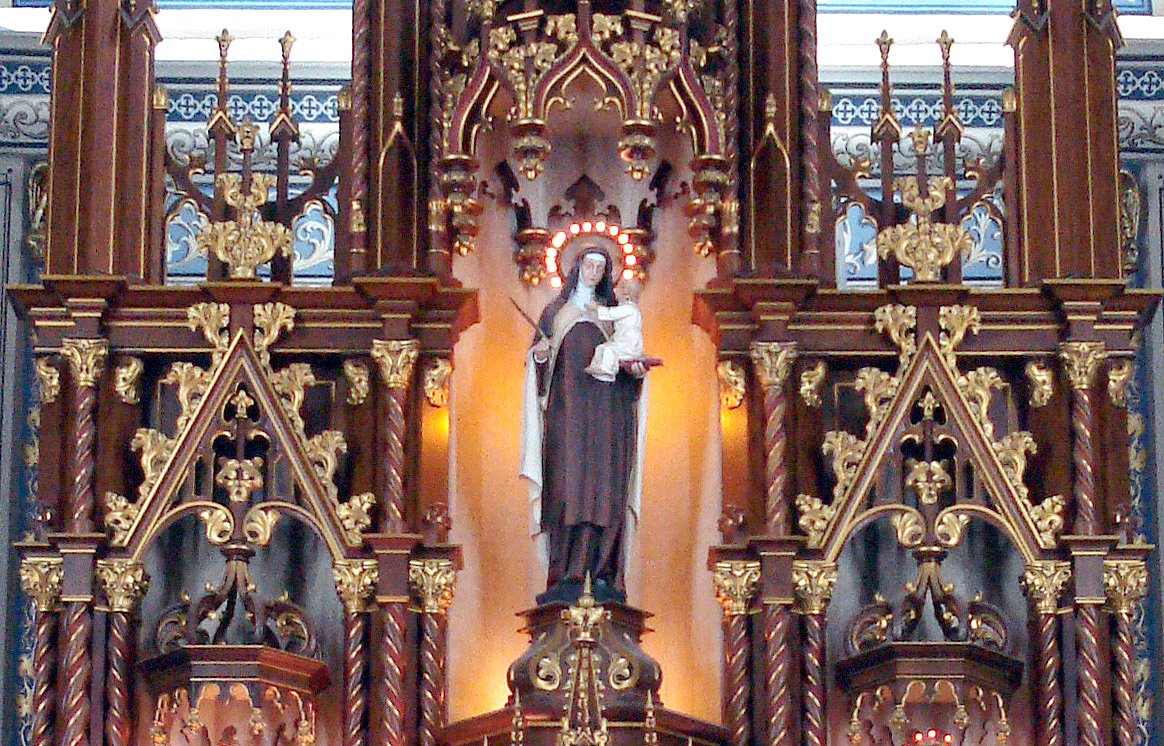
Detalhe do altar-mor neogótico da Catedral de Caxias do Sul, obra de Francisco Meneguzzo.

Outros autores têm visões diferentes, apontando para a existência em geral, entre os líderes comunitários, de uma consciência clara das necessidades práticas e da necessidade de se trabalhar em cooperação para alcançar os objetivos, uma capacidade de articular-se vantajosamente com a elite governante do estado, mesmo que com eventuais atritos, uma confiança na capacidade inata da comunidade como um todo de prosperar, e uma administração bastante eficiente e dinâmica das prioridades coletivas, e uma prova disso seria esse mesmo crescimento, mesmo que os avanços tenham sido liderados muitas vezes pelos empresários e até pelos religiosos, e não pelos políticos. Para Santos & Zanini, "podem ser encontradas semelhanças entre a colonização de Caxias do Sul e cidades de colonização alemã, até de outros estados, como, por exemplo, a de Blumenau, em Santa Catarina, onde, analogamente a Caxias, instaurou-se uma forte burguesia comercial e industrial vinculada à colonização, que incentivou a manutenção de uma distintividade baseada na etnicidade", onde "observa-se a italianidade como sentimento de pertencimento baseado numa origem que dialogou historicamente com vários períodos da vida regional e nacional".
Com a colaboração de uma classe de funcionários públicos, essa elite, que incluía algumas grandes fortunas, como foi o caso clássico de Abramo Eberle, promoveu um rico florescimento intelectual e cultural de perfil erudito, o que além de expressar a evolução dos costumes e ideologias estéticas, também era uma prova do sucesso material e uma forma de afirmação social. Nas primeiras décadas do século XX nas principais cidades coloniais já havia jornais, cinemas, teatros, orquestras, grupos teatrais e líricos, saraus literários, quermesses beneficentes e ações coletivas para ajuda dos pobres e da Igreja. Multiplicavam-se os grandes casarões de alvenaria, alguns verdadeiros palacetes, e os de madeira eram ampliados e ornamentados com lambrequins e outros detalhes artísticos, substituindo a paisagem urbana primitiva composta de habitações pequenas e rústicas. Também as Matrizes coloniais eram substituídas por edifícios mais sólidos e imponentes, às vezes decorados com grande requinte, ostentando grandes altares entalhados e dourados, pinturas e estatuária produzidos por artesãos e artistas locais. A socialização era intensificada pela fundação de uma série de associações de mútuo socorro, associações comerciais, círculos religiosos leigos, diretórios de partidos políticos, e sobretudo pela criação de clubes sociais, esportivos, culturais e recreativos. Nestes locais eram debatidas ideias, filosofias e modos de vida, sendo importantes centros disseminadores de tendências culturais, ideológicas e sociais.

## Da consolidação à contemporaneidade
Na década de 1920 já ficava evidente a grande contribuição das cidades e colônias italianas para o desenvolvimento do Rio Grande do Sul. Estatísticas colhidas nesta década apontavam um acelerado crescimento econômico: enquanto que as sete principais colônias perfaziam apenas 2,4% do território gaúcho e respondiam por apenas 7,9% da população total, já eram responsáveis por cerca de 60% da produção total de grãos, 30% da produção de trigo, 25% do feijão, da batata e do tabaco; criavam o maior rebanho suíno do Brasil, com quase um milhão de cabeças, e mantinham cerca de 40% das indústrias do estado. Outros indicadores mostravam uma taxa de natalidade de duas a três vezes superior à média do estado, as mais baixas taxas de mortalidade, e criminalidade quase inexistente.
Uma série de personagens vinha se destacando como pioneiros de atividades até então desconhecidas no estado, e outros se tornavam importantes representantes de outras já introduzidas antes. Alguns exemplos: Anuncio Ungaretti, Giuseppe Boff e Giovanni Folle, pioneiros do cultivo da oliveira; Angela Signorini e Giuseppe Panceri, pioneiros na industrialização da seda; Angelo de Carli, pioneiro da produção industrial de erva-mate; Angelo Chittolina, pioneiro na produção e exportação de salame; Aristides Germani, pioneiro da produção de farinha de trigo em escala industrial; Giuseppe Bellini, primeiro produtor de sinos de igreja; Vittorio Zanella, o primeiro a comercializar massas alimentícias; Antonio Pieruccini, um dos maiores produtores de vinho do Brasil; Luigi Veronese, grande industrial químico e único produtor de cremor tártaro no Brasil; Raffaelle Buratto e Ambrosio Leonardelli, pioneiros da produção de cerveja; Giacomo Bernardi, maior produtor de leite do estado; Vittorio Bonfatti, o primeiro a exportar queijo para fora do estado e o primeiro a produzir o tipo parmesão; Abramo Eberle, fundador da maior metalúrgica da América Latina; Augusto Budel, grande produtor de frutas; Giuseppe di Stefano Paternó, organizador do movimento cooperativista; Tarquinio Zambelli, fundador do maior atelier de produção de imagens sacras. Ao mesmo tempo, a imigração foi responsável por uma significativa mudança no perfil étnico do estado. Se no censo de 1872 havia 59,4% de brancos, 18,3% de negros e 16,4% de mestiços, em 1890 eram 70,17% de brancos, 8,68% de negros e 15,80% de mestiços. Como já foi mencionado, esse notável progresso chamou a atenção das autoridades do estado, e mesmo das autoridades italianas, que depois de um período de negação da sua responsabilidade pela fuga populacional, agora se mostravam desejosas de restabelecer o contato com os filhos expatriados da Itália.

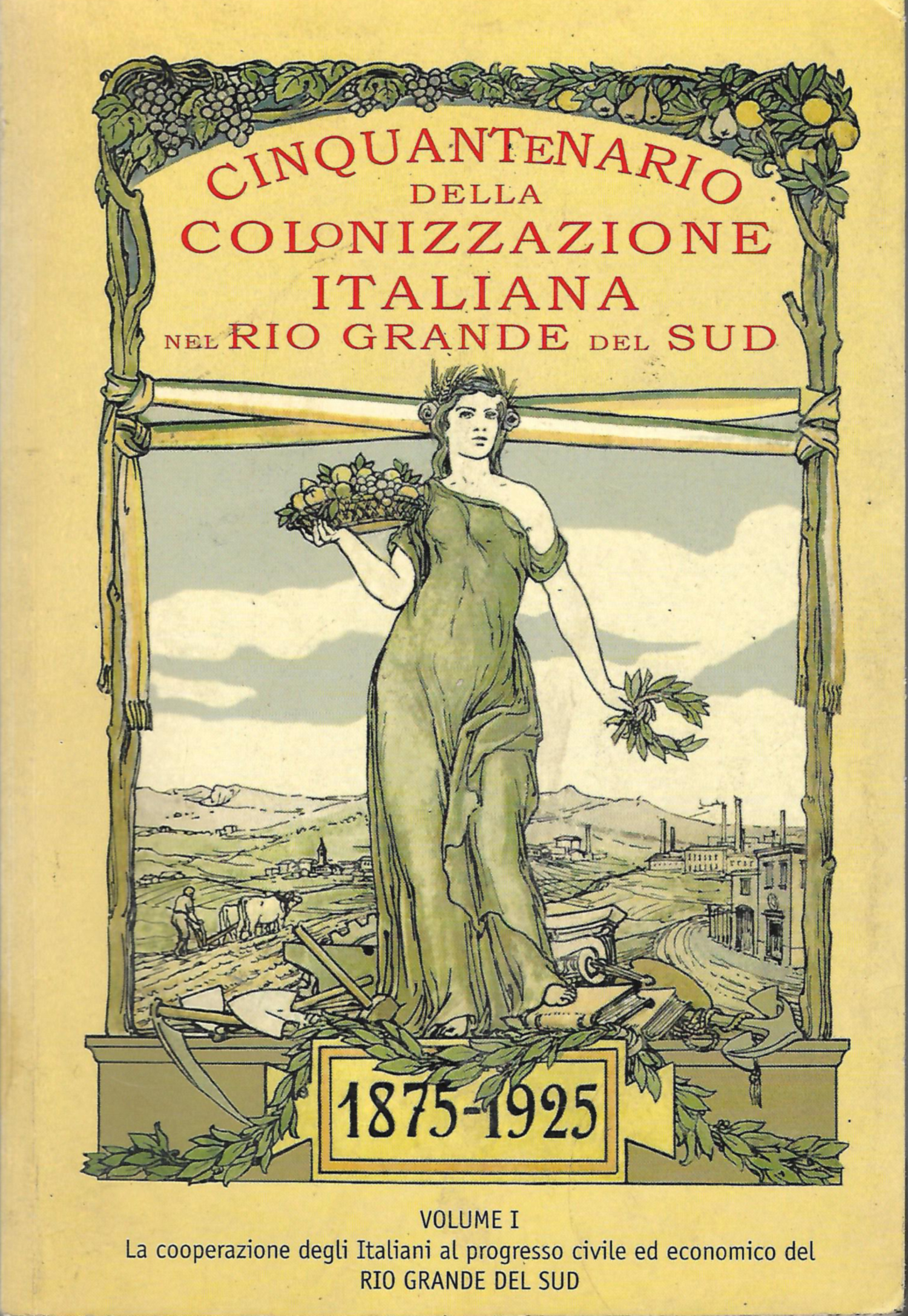
Capa de publicação comemorativa do cinquentenário da imigração.

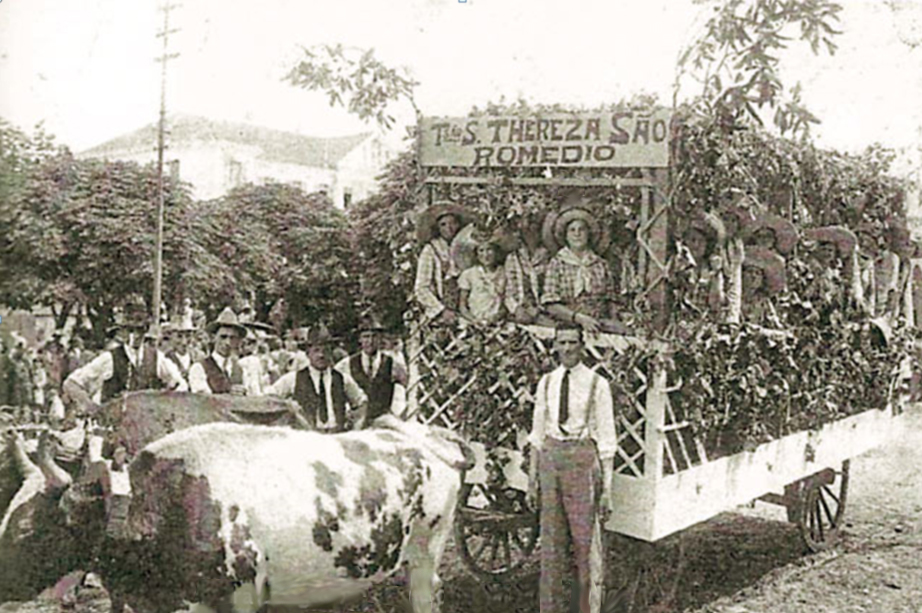
Carro alegórico da Comunidade de São Romédio na Festa da Uva de 1932.

Desde o fim do século XIX vinham sendo organizadas diversas feiras locais e regionais, onde os produtos mais típicos de cada área eram expostos para estímulo do comércio e troca de experiências entre os produtores. Dessas feiras a mais notável foi (e é) a Festa da Uva de Caxias, que na década de 1930 se definiu no modelo em que é conhecida até hoje. A festa celebrava a uva e o vinho, na época os principais produtos da economia colonial, e os romantizava como uma dádiva dos deuses, trabalhada pela virtude impecável e sábia do italiano através de tradições milenares. Esse ideário foi elemento importante para a formação de um rico e influente discurso glorificador das conquistas do italiano, um discurso que já se encontrava claramente delineado nos numerosos e substanciais ensaios e artigos contidos num álbum comemorativo do cinquentenário da imigração em 1925, evento celebrado com grandes festividades na capital e várias cidades coloniais, com o patrocínio do alto empresariado, dos governos do estado e da Itália e com as bênçãos do papa. A retórica era influenciada pelo fascismo e por teorias de supremacia racial, e era baseada na terra, na etnia, no trabalho, na moral e na religião, decantando o imigrante desde suas origens rurais humildes até sua apoteose como agente civilizador e triunfante self made man.
Na década de 1930 as coisas já não iam muito fáceis para o camponês e o operário urbano proletarizado, mas mesmo eles participavam da apoteose, pelo menos nos cortejos de carros alegóricos da Festa da Uva, onde desfilavam paramentados com seus instrumentos e vestuário de trabalho sob o aplauso frenético da multidão visitante. A festa em poucos anos se tornou um sucesso turístico no estado, entendida como o principal palco para as representações ideológicas, identitárias e comunitárias da italianidade, recebendo colaboração e expositores de toda a região colonial e a aprovação eufórica de distinguidos intelectuais e políticos luso-brasileiros. O poeta Vico Thompson assim descreveu o espírito local em 1929:
"Oh raça de heróis! Filhos da Romana Gente // Que no sangue levais titânicas proezas: // Levantai alto o lábaro, que altas grandezas // Venceu, ao fio do vosso gládio onipotente! // Povo de eleitos! Almós sois da humana mente // Que as ideias revestis de helênicas belezas: // Cintilai ao mundo, vós, flâmulas acesas, // Baixando a diva luz, benigna, docemente! // Oh Terra Itálica! Formada do sorriso // Sempre azul, sempre puro do seu grande céu: // És Tu o jardim, a enfloração dos Continentes, // A clara irradiação das artes refulgentes, // Tu, o mais esplêndido painel do Paraíso, // A Cátedra magnífica da Voz de Deus".
Com o endurecimento do regime de Getúlio Vargas em direção da homogeneização cultural e étnica da população brasileira, tudo mudou. Em nome da erradicação dos indesejáveis "quistos raciais que imprudentemente se formaram no Rio Grande do Sul, São Paulo, Paraná, Santa Catarina, Mato Grosso e Pará", a cultura italianizada foi reprimida, e com a entrada do Brasil na II Guerra Mundial contra a Alemanha e a Itália, os movimentos das pessoas foram controlados, foi proibido o uso do talian em público, e foram registrados vários casos de violência e prisões de italianos.  Como disse Ribeiro, 

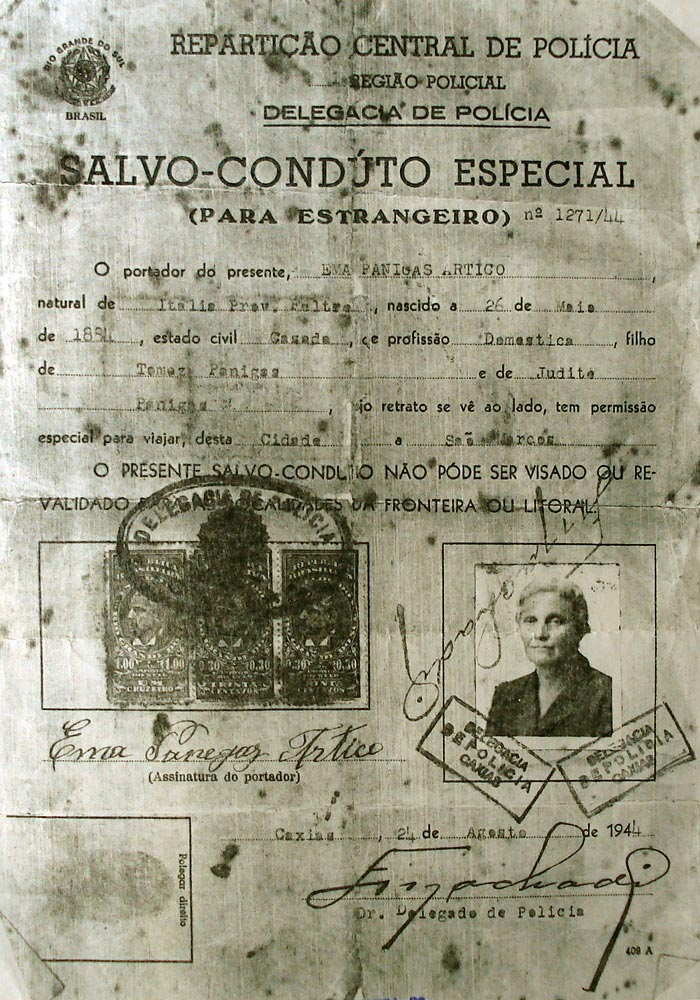
Salvo-conduto emitido em favor de Ema Panigas Artico autorizando sua viagem de Caxias do Sul a São Marcos, 1944.

"A comunidade regional foi duramente posta à prova. Os colonos, ao serem proibidos de falar em locais públicos, foram, também, privados de sair de casa, de efetuar a venda de seus produtos e a compra de outros, de fazer e de ir a festas, de cantar. O que equivale a um confisco do exercício da vida comunal e da sociabilidade. É difícil avaliar, na sua totalidade, a dimensão e as consequências de tal afronta. De qualquer modo, as arbitrariedades cometidas pelo ardor nacionalista acabaram por afetar o exercício da memória. Dito de outro modo: a proibição às manifestações próprias levou a um esforço de esquecimento de algumas das características da cultura da região. Esforço de esquecimento que impediu a atualização de impressões, informações e práticas coletivas. A censura provocou uma cesura na memória. [...] Cabe lembrar que os acontecimentos recentes, ocorridos especialmente durante o Estado Novo, haviam posto sob ameaça para o imaginário social da região a consistência dos pressupostos que estavam na base da representação que faziam de si próprios, o que vale dizer, da própria identidade".
Giron complementa: "Unidos pelo terror, os habitantes da região colonial continuavam divididos em suas posições políticas. Não parece ser através de comícios, ou do medo, que os indivíduos mudam de nacionalidade. A maioria da população continuava sendo descendente de italianos, sempre se haviam considerado italianos, ou, pelo menos, não-brasileiros. Constatando a inutilidade da mobilização popular, o grupo nacionalista passou a utilizar outros instrumentos de pressão. O último a ser utilizado foi o da delação: 'Brasileiro: Seja um vigilante da Pátria! Observa e escuta os movimentos e as palavras daqueles que são os inimigos da nossa raça, da nossa família, das nossas instituições. Denuncia-os à polícia'."
As repercussões dessa censura em larga escala foram fundas e duradouras, mesmo que o governo a partir da década de 1950, passada a guerra contra a Itália e o nazifascismo, procurasse resgatar a contribuição italiana para o crescimento na nação, numa campanha de modernização geral. Em parte pela repressão muitas tradições foram descontinuadas e despareceram, o uso da língua declinou acentuadamente, e a preocupação com a conservação dos testemunhos do passado se dissolveu. Neste processo de abrasileiramento forçado, empurrado também pelas urgências da modernização e do progresso a todo custo, pela vitória da cultura de massa, pela revolução dos costumes e pelo declínio do catolicismo, se perderam partes expressivas da memória oral, das técnicas e usos tradicionais e do acervo artístico, documental e arquitetônico dos primórdios da colonização, quando agora o antigo colono havia se tornado (ou devia se tornar) um burguês cosmopolita e as cidades reconstruíam seu perfil edificado para se adequar a novas posturas municipais sobre habitabilidade e urbanismo e acompanhar novas modas e tendências.

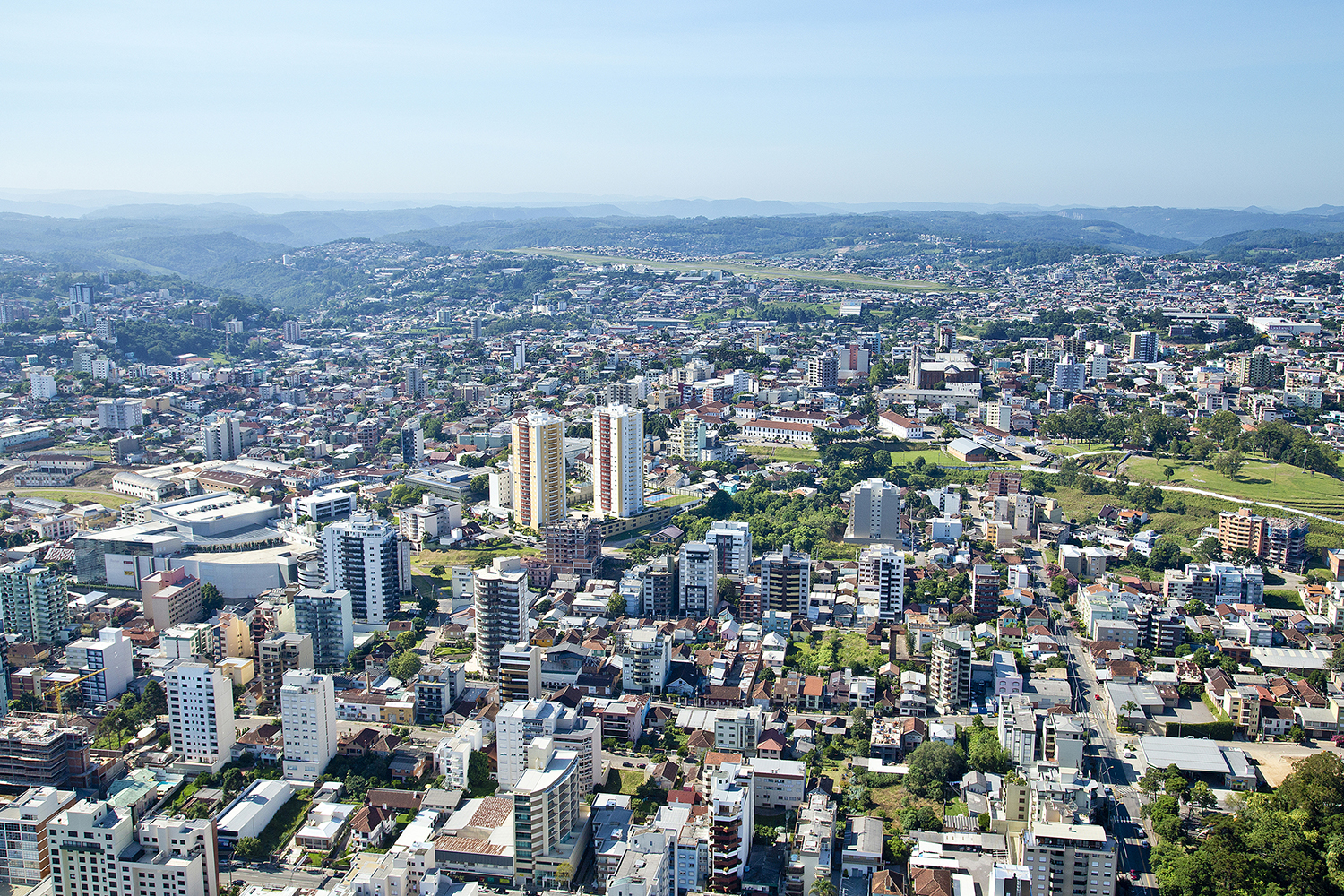
Bairros novos de Caxias, já densamente urbanizados.

Em 1975, celebrando o centenário da imigração, festividades e exposições foram promovidas pelo governo e pelos municípios coloniais, com apoio do governo italiano, sendo publicado um novo álbum comemorativo reiterando a importância dos italianos para o crescimento do estado, e foi organizada uma série de atividades paralelas como palestras e conferências, apresentações musicais, peças de teatro, festivais de cinema, missões econômicas e exposições de arte. Essa movimentação estimulou o despertar do interesse acadêmico pela temática da imigração e a colonização italianas no estado, e ensejou a fundação de museus e arquivos, associações culturais italianas, construção de monumentos e outras atividades de resgate da memória.
O período posterior à década de 1950 testemunhou uma rápida inflação populacional das cidades coloniais, mesmo as pequenas, mas especialmente Caxias do Sul, polo de atração em todo o estado, recebendo muitos dos exilados do campo, sofrendo uma ampla transformação em suas ênfases econômicas. Os setores comercial e industrial hoje predominam e o dos serviços está em crescimento rápido. Mas o progresso não veio sem cobrar caro. Atualmente são problemas importantes, não apenas em Caxias, o crescimento urbano desordenado, favelização, pobreza, violência, destruição ambiental e poluição, precarização de serviços essenciais como saneamento básico, atendimento médico, moradia popular, educação pública e outros.

## Porto Alegre e outras cidades

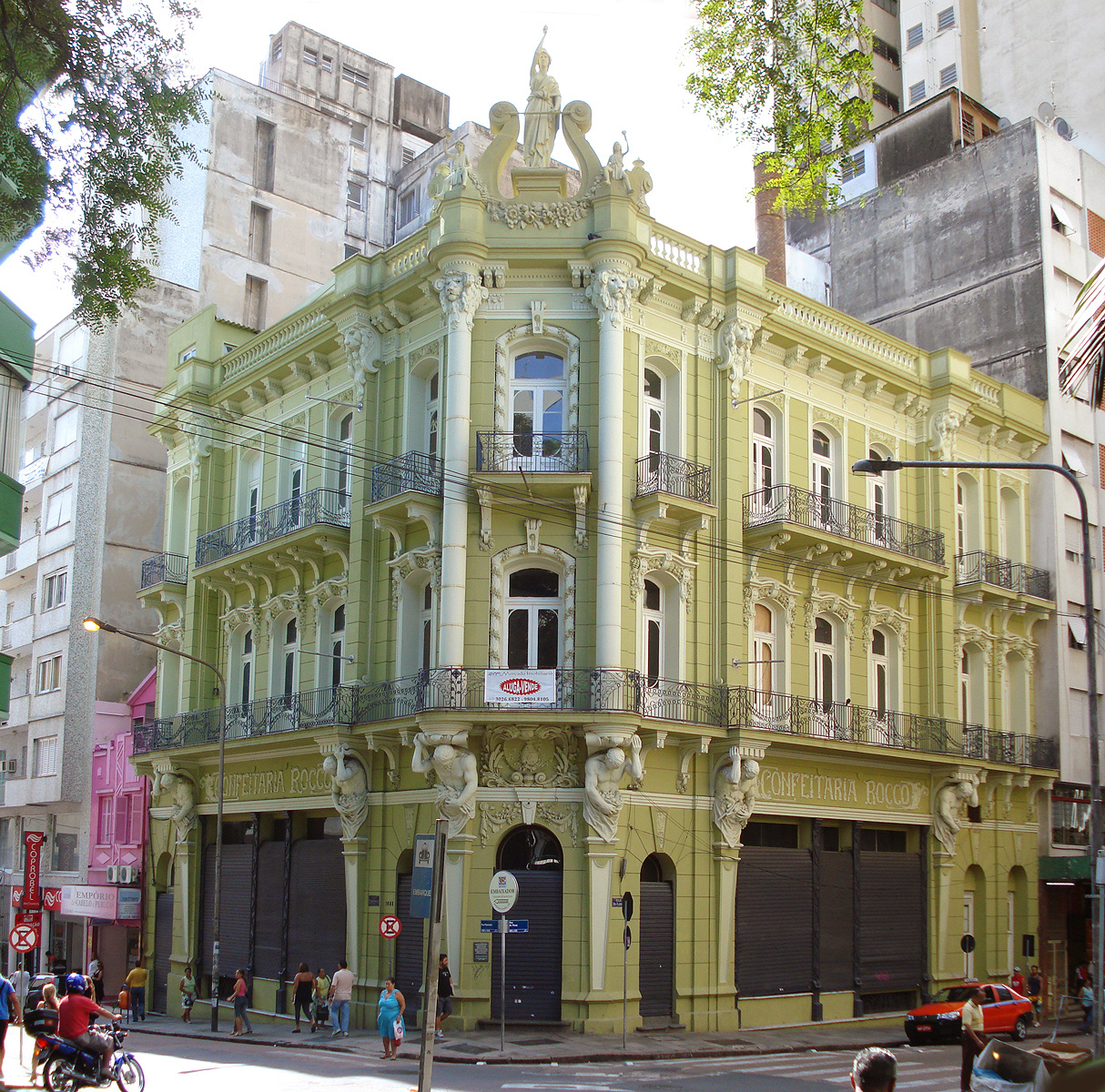
A célebre confeitaria de Nicola Rocco em Porto Alegre, que foi ponto de encontro de políticos, intelectuais e empresários.

O italiano não se fez presente apenas nas regiões coloniais "clássicas". Já foi dito que muitas centenas de italianos circulavam pelo estado desde o início do século XIX, concentrados em Porto Alegre, desempenhando uma multiplicidade de ofícios urbanos, com numerosas figuras de especial destaque, como os escultores Adriano Pittanti e Giuseppe Gaudenzi, o fotógrafo Virgilio Calegari, comerciantes e industriais como Angelo Motin, Natale Grimaldi e Nicola Rocco, o arquiteto Vitorino Zani, o marmorista Giuseppe Florian, o professor Augusto Menegatti, os hoteleiros irmãos Carraro, os editores Giuseppe e Henrique Bertaso, os pintores Bernardo Grasselli, Ricardo Albertazzi, Domingos Bertolotti e Romualdo Prati, e muitos outros.
Quando foi celebrado o cinquentenário da imigração em 1925, o governo do estado organizou uma grande exposição em Porto Alegre, trazendo os melhores produtos agroindustriais e artísticos das colônias, que foi um grande sucesso de público, e ao mesmo tempo publicou uma substancial coleção de ensaios históricos e científicos e artigos informativos e estatísticos sobre a presença italiana no estado do Rio Grande do Sul, em dois volumes, intitulada Cinquantenario della Colonizzazione Italiana nel Rio Grande del Sud, 1875-1925. Ali foi feito um mapeamento, inédito pela sua abrangência e detalhamento, da atividade dos italianos e seus descendentes em um longo elenco de cidades dos quatro cantos do estado, onde haviam deixado marcas nos mais diversos domínios, sendo cobertos os municípios de Caxias, Bento Gonçalves, Garibaldi, Alfredo Chaves (Atual Veranópolis), Antônio Prado, Encantado, Guaporé, Nova Prata, Erechim, Passo Fundo, Cruz Alta, Cachoeira do Sul, Arroio Grande, Mariana Pimentel, Júlio de Castilhos, Santa Rosa, Santa Vitória do Palmar, Santa Maria, Bagé, Pelotas, Barão do Triunfo, Uruguaiana, Rio Grande e muitos outros, onde fundaram empresas, jornais, associações cívicas, culturais e beneficentes, abordando também de forma particularizada a atuação das mulheres, dos religiosos, militares, professores, esportistas, intelectuais, artistas e políticos. Também não foi esquecida a presença passageira mas poderosa de outros italianos como Tito Livio Zambeccari e Giuseppe Garibaldi.

## Legado

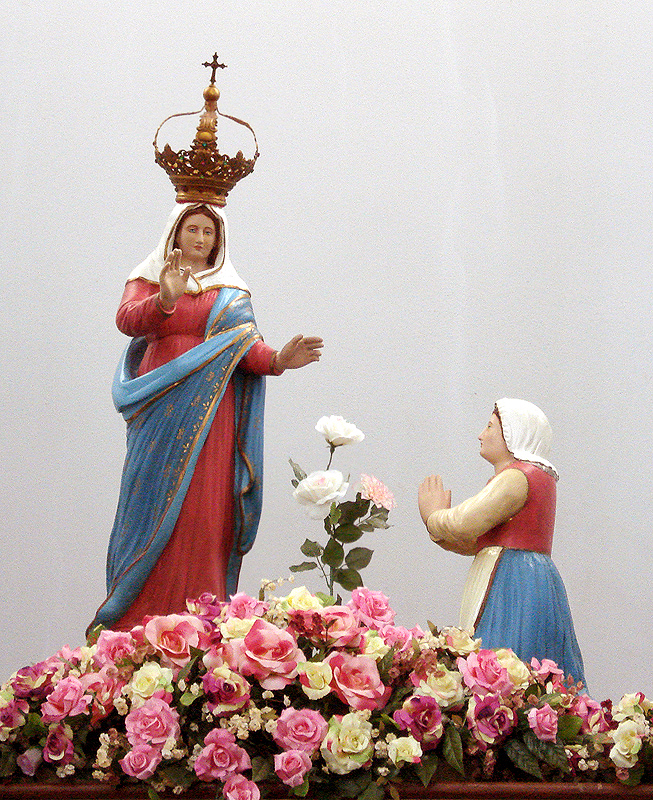
Grupo de Nossa Senhora de Caravaggio, obra de Pietro Stangherlin no Santuário de Farroupilha, centro de uma das romarias mais tradicionais do Brasil.

A "epopeia" do imigrante e seus descendentes, como tantas vezes é chamada, desde a década de 1970 tem gerado uma vasta literatura científica, que não cessa de crescer, e suscitado a formação de vários grupos de pesquisa em universidades, exclusivamente voltados ao estudo deste tema em suas várias expressões e desdobramentos. A imigração também já deu origem a uma grande quantidade de produções literárias populares, criações plásticas/visuais, poéticas, teatrais, televisivas e cinematográficas, de caráter documental, humorístico, ficcional ou artístico.
A ideologia ufanística cultivada desde o início do século XX, apesar de ter encontrado sérios percalços em sua trajetória, ainda está presente na cultura popular e na propaganda oficial, perpetuando mitos e estereótipos, mas em vista da complexidade e das contradições do processo de evolução das colônias, desde a década de 1970 todo esse discurso vem sendo revisto e criticado pelos acadêmicos, que têm enfatizado os aspectos nem sempre inocentes das tentativas históricas de afirmação das elites e os traços ambíguos e em parte artificiais do processo de construção de identidades socioculturais, mostrando também que várias outras culturas e etnias participaram ativamente do crescimento da região, especialmente grandes grupos de recém-chegados que em alguns lugares, nas décadas recentes, vêm suplantando a população de origem italiana, trazendo outros passados, outras bases culturais, outras necessidades, e exigindo espaço e reconhecimento. Na divulgação da bibliografia sobre a imigração italiana a editora EST Edições desempenhou um papel central, fundada e por mais de três décadas dirigida pelo frei capuchinho Rovílio Costa. Na síntese de Maria Zanini,
"As sagas migrantistas, embora possam ter um valor histórico questionável, são inestimáveis, do ponto de vista antropológico, pois alertam o pesquisador acerca das categorias que, no presente, merecem ser acionadas sobre o passado. Entre tradições inventadas ou ressignificadas (ou não), a história se refaz. Para o antropólogo, a riqueza dos escritos históricos consiste em poder neles observar, mesmo que de uma forma limitada, o modo como se posicionavam, em termos sociais (espaciais e temporais também), aqueles homens e aquelas mulheres e crianças — observar não só a maneira como viviam mas, acima de tudo, o que permitiu historicamente que eles se reproduzissem culturalmente, considerando-se que a cultura é sempre um campo aberto, dinâmico, vivido por personagens reais que sentem, pensam, agem e procuram sobreviver, física ou psicologicamente. Esses sujeitos são negociadores que aprenderam a se referenciar conforme as interações sociais advindas de suas demandas. As ítalo-brasilianidades são negociações, seja em termos individuais ou coletivos. Embora se baseie num passado tido como fonte, trata-se de uma construção do presente sobre o passado, clivada por situações de classe, gênero, idade, entre outras".
A despeito das contradições e inconsistências das narrativas e das controvérsias entre os críticos, a italianidade ainda é um elemento importante para a questão da identidade de muitos descendentes de imigrantes, pois, conforme diz Luís Fernando Beneduzi, "em um profundo processo mundial de globalização, em um mundo que constantemente se diversifica e complexifica, juntamente com um processo de despersonalização, a procura por um conjunto comum de pontos de referência torna-se importante na manutenção do sentimento de pertença a alguma coisa, a algum lugar, a algum grupo originário".

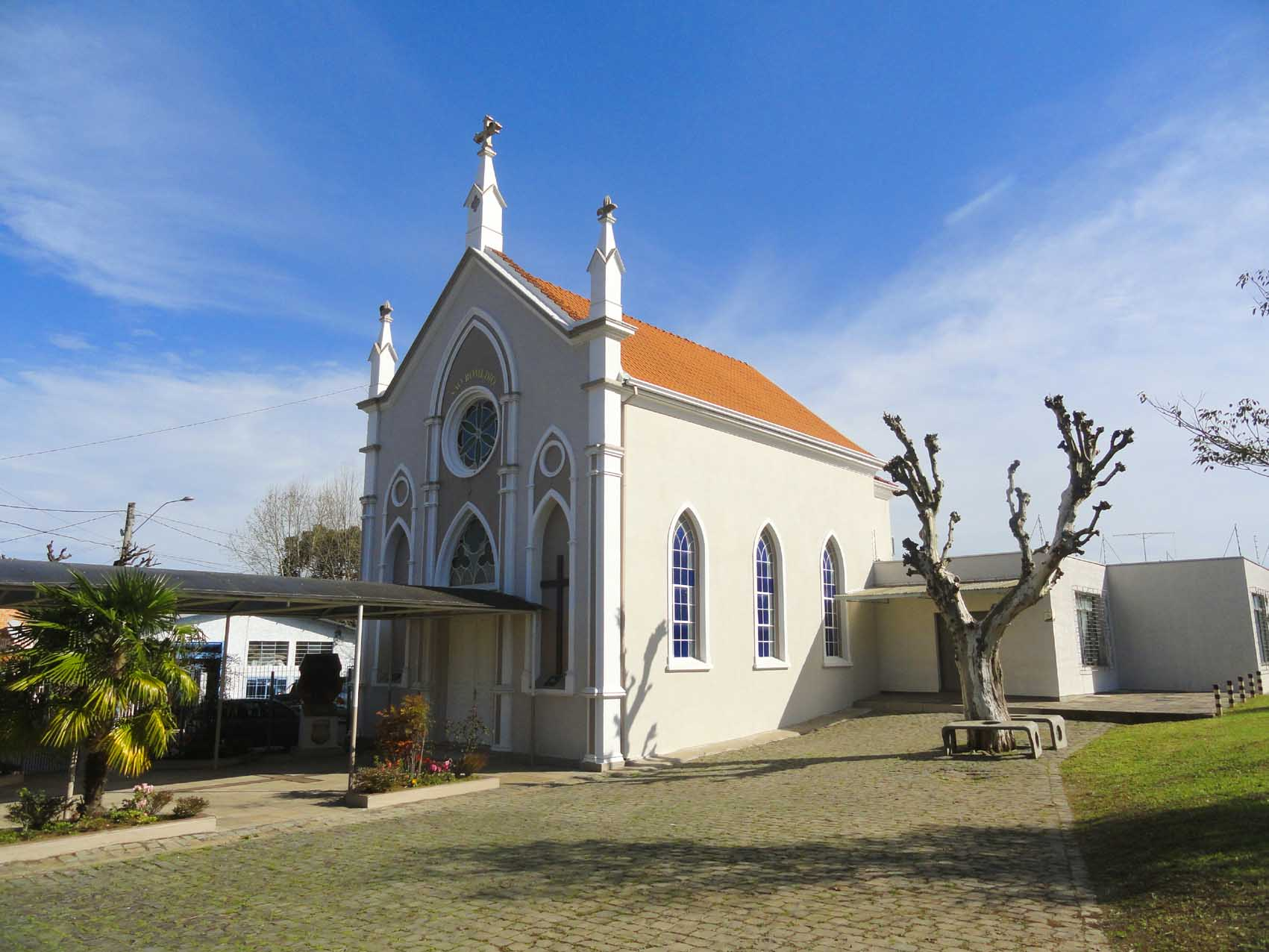
Capela de São Romédio em Caxias, patrimônio histórico e cultural do estado.

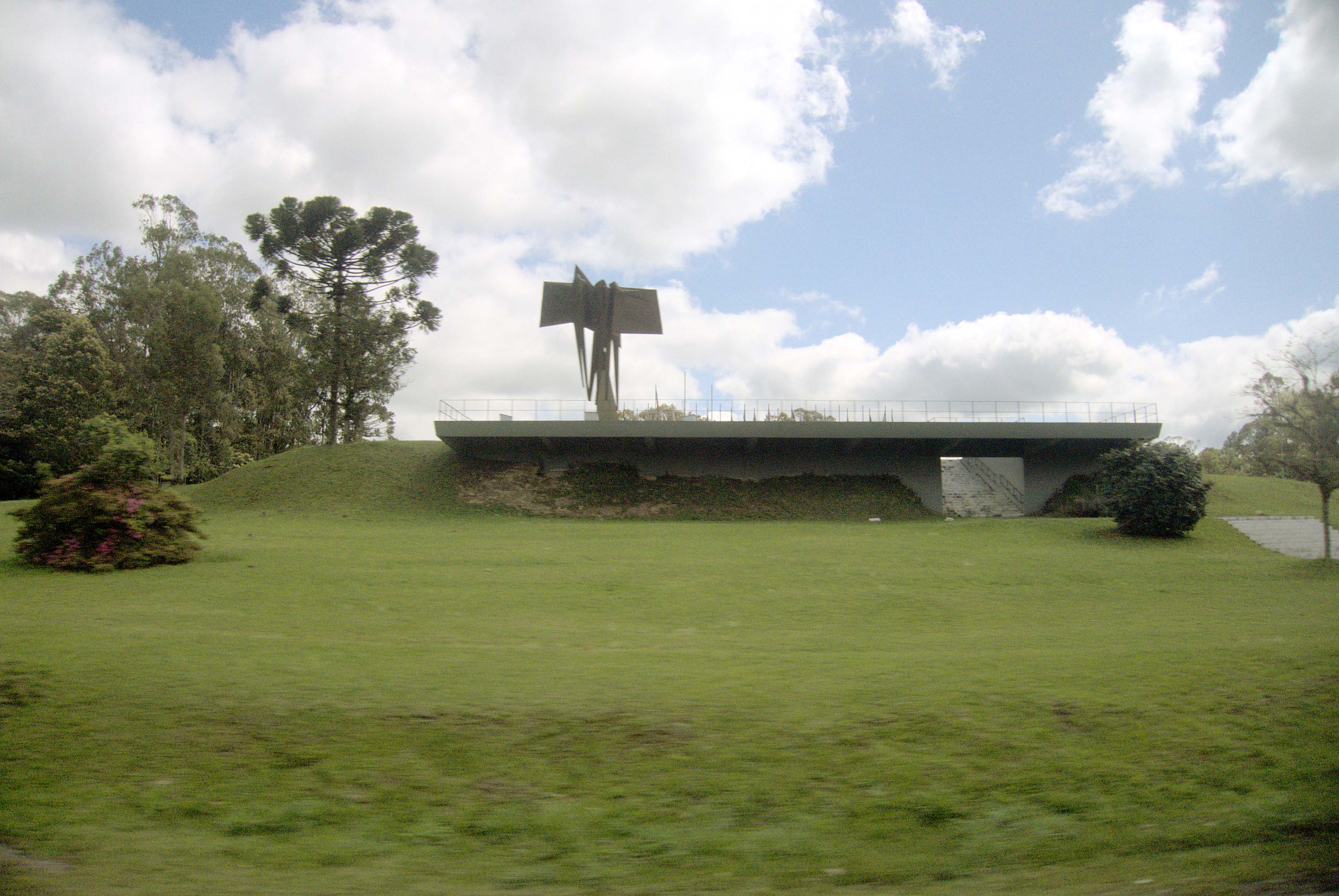
Entrada do Parque do Centenário com o monumento aos imigrantes, em Nova Milano

De toda forma, é um consenso que os italianos deixaram um legado importante em múltiplos níveis, nos artesanatos, na arquitetura, na economia, na política, nas festas, no folclore e nas lendas, na culinária, nos esportes e brincadeiras, nas artes eruditas, na língua, na ciência, nas formas de trabalhar, de entender o mundo, de viver e se relacionar e de atuar em grupo. O dialeto talian foi declarado patrimônio cultural do estado, e em 2014 foi reconhecido pelo Instituto do Patrimônio Histórico e Artístico Nacional (IPHAN) como Referência Cultural Brasileira, sendo incluído no Inventário Nacional da Diversidade Linguística. Também foram declarados pelo governo como Patrimônio Histórico e Cultural do Rio Grande do Sul a Capela de São Romédio de Caxias, situada no local em que se formou a primeira comunidade organizada de italianos, o Santuário de Nossa Senhora de Caravaggio em Farroupilha, e o roteiro histórico Caminhos de Pedra em Bento Gonçalves. O Monumento Nacional ao Imigrante e a antiga Cantina Antunes em Caxias e 48 edificações do Centro Histórico de Antônio Prado foram tombadas em nível nacional pelo IPHAN. Já o IPHAE tombou em nível estadual o Arquivo Histórico Municipal e o Sítio Ferroviário em Caxias do Sul; a Casa de Pedra em Farroupilha; o Casarão dos Veronese em Flores da Cunha; a Antiga Cantina do Vinho em Serafina Corrêa, e a Casa Saretta em Veranópolis. Em Nova Milano, local onde ficava o principal barracão de acolhimento dos imigrantes no topo da serra, foi criado em 1975 o Parque da Imigração Italiana. No local há um monumento aos imigrantes, criado por Carlos Tenius, uma réplica do Leão de São Marcos, símbolo de Veneza, oferecido pelo governo da Itália, placas representando as regiões italianas, e o Museu da Imigração Italiana e da Uva e Vinho. Vários outros monumentos se espalham pelo estado assinalando e homenageando a presença italiana, destacando-se o Monumento Nacional ao Imigrante em Caxias, inaugurado em 1954. No dia 20 de maio é comemorado o Dia da Etnia Italiana no Rio Grande do Sul.
Em 1970, 20% da população do estado tinha sobrenome italiano, somando cerca de 2 milhões de pessoas. Muitos outros descendem de italianos mas já não guardam seu sobrenome. A presença italiana está difundida generalizadamente, e muitos descendentes dos antigos imigrantes radicados no estado foram ou são figuras de projeção nacional. Eliseu Paglioli, Ildo Meneghetti, José Fortunati, Leonel Brizola, foram prefeitos de Porto Alegre. Euclides Triches, Germano Rigotto, José Ivo Sartori, Sinval Guazzelli, Walter Peracchi Barcelos, foram governadores. Mário Meneghetti, Blairo Maggi, Sinval Guazzelli e Mário Andreazza, entre outros, foram ministros de Estado. Emílio Garrastazu Médici foi presidente do Brasil. Benedito Zorzi, Leomar Antônio Brustolin, Luís Victor Sartori, José Barea, Nei Paulo Moretto, Altamiro Rossato, Alberto Trevisan, Girônimo Zanandréa, entre outros, foram ou são bispos católicos. Armindo Trevisan, José Clemente Pozenato, Júlio Calegari, Celeste Gobbato, Luís Alberto De Boni, Rovílio Costa, Mário Gardelin, João Spadari Adami, Pietro Stangherlin, Antônio Caringi, a Família Zambelli, Carlos Alberto Petrucci, Renato Borghetti, Jayme Paviani, Thaisa Storchi, Carla Maffioletti, Radamés Gnattali, Leopoldo Gotuzzo, Olinda Allessandrini, entre muitos outros, foram ou são destaques nas artes, na literatura ou nos estudos acadêmicos e científicos.